# 2019冠状病毒病浙江省疫情时间线 (2022年)
本条目介绍2019冠状病毒病疫情于2022年在浙江省的情况和确诊病例。

## 2022年时间线

### 1月份
2022年1月1日，浙江省卫健委通报，12月31日0-24时，新增无症状感染者1例（南苏丹输入）。
1月2日，浙江省卫健委通报，1月1日0-24时，新增确诊病例9例，其中宁波市7例、境外输入2例（其中之前德国输入的无症状感染者转确诊1例，韩国输入1例），新增无症状感染者9例（其中澳大利亚输入3例，坦桑尼亚输入2例，乌干达输入2例，圭亚那输入1例，墨西哥输入1例）。
1月3日，浙江省卫健委通报，1月2日0-24时，新增确诊病例10例，其中宁波市9例、境外输入1例（南苏丹输入），新增无症状感染者4例（其中西班牙输入3例，澳大利亚输入1例）。
1月4日，浙江省卫健委通报，1月3日0-24时，新增确诊病例9例，其中宁波市8例、境外输入1例（苏丹输入），新增无症状感染者2例（其中西班牙输入1例，澳大利亚输入1例）。
1月5日，浙江省卫健委通报，1月4日0-24时，新增确诊病例2例（宁波市，均在集中隔离点检测发现），新增无症状感染者7例（其中西班牙输入3例，澳大利亚输入1例，科特迪瓦输入1例，坦桑尼亚输入1例，特立尼达和多巴哥输入1例）。
1月6日，浙江省卫健委通报，1月5日0-24时，新增确诊病例12例，其中宁波市5例（均在集中隔离点检测发现）、境外输入7例（其中之前境外输入的无症状感染者转确诊3例，乍得输入2例，苏丹输入1例，南苏丹输入1例），新增无症状感染者5例，其中金华市1例、境外输入4例（其中西班牙输入2例，尼日利亚输入1例，德国输入1例）。1月6日，金华市下辖永康市报告的无症状感染者，已转确诊。
1月7日，浙江省卫健委通报，1月6日0-24时，新增确诊病例4例，其中宁波市2例（均在集中隔离点检测发现）、金华市1例（为之前无症状感染者转确诊）、境外输入1例（为之前乌干达输入的无症状感染者转确诊），新增无症状感染者2例（其中西班牙输入1例，澳大利亚输入1例）。
1月8日，浙江省卫健委通报，1月7日0-24时，新增确诊病例4例，其中宁波市3例（均在集中隔离点检测发现）、金华市1例，新增无症状感染者4例（其中西班牙输入2例，秘鲁输入1例，埃及输入1例）。
1月9日，浙江省卫健委通报，1月8日0-24时，新增确诊病例9例，其中宁波市2例（均在集中隔离点检测发现）、境外输入7例（其中之前境外输入的无症状感染者转确诊5例，乍得输入2例），新增无症状感染者1例（澳大利亚输入）。
1月10日，浙江省卫健委通报，1月9日0-24时，新增确诊病例3例（其中之前境外输入的无症状感染者转确诊2例，塞尔维亚输入1例），新增无症状感染者3例（其中俄罗斯输入1例，尼日利亚输入1例，澳大利亚输入1例）。
1月11日，浙江省卫健委通报，1月10日0-24时，新增确诊病例7例（其中之前境外输入的无症状感染者转确诊3例，墨西哥输入2例，乍得输入1例，埃及输入1例），新增无症状感染者3例（其中西班牙输入2例，萨尔瓦多输入1例）。
1月12日，浙江省卫健委通报，1月11日0-24时，新增确诊病例1例（埃及输入），新增无症状感染者4例（其中墨西哥输入2例，秘鲁输入1例，澳大利亚输入1例），出院病例1例（浦江县1例，为境外输入）。
1月13日，浙江省卫健委通报，1月12日0-24时，新增确诊病例4例（均为之前境外输入的无症状感染者转确诊），新增无症状感染者2例（其中尼日利亚输入1例，澳大利亚输入1例）。
1月14日，浙江省卫健委通报，1月13日0-24时，新增确诊病例3例（均为之前境外输入的无症状感染者转确诊），新增无症状感染者2例（其中日本输入1例，卡塔尔输入1例）。1月14日，杭州通报1例新冠肺炎轻症病例。
1月15日，浙江省卫健委通报，1月14日0-24时，新增确诊病例3例，其中杭州市1例、境外输入2例（其中之前境外输入的无症状感染者转确诊1例，埃及输入1例），新增无症状感染者1例（日本输入）。
1月16日，浙江省卫健委通报，1月15日0-24时，新增无症状感染者4例，其中杭州市1例、境外输入3例（其中新加坡输入1例，西班牙输入1例，乍得输入1例），无新增确诊病例。
1月17日，浙江省卫健委通报，1月16日0-24时，新增确诊病例2例（其中之前境外输入的无症状感染者转确诊1例，埃及输入1例）。
1月18日，浙江省卫健委通报，1月17日0-24时，新增无症状感染者2例（其中伊拉克输入1例，摩洛哥输入1例），无新增确诊病例。
1月19日，浙江省卫健委通报，1月18日0-24时，新增无症状感染者9例（其中厄瓜多尔输入3例，伊拉克输入2例，英国输入1例，坦桑尼亚输入1例，埃及输入1例，美国输入1例），无新增确诊病例。
1月20日，浙江省卫健委通报，1月19日0-24时，新增确诊病例3例（均为之前境外输入的无症状感染者转确诊），新增无症状感染者2例（均为伊拉克输入）。
1月22日，浙江省卫健委通报，1月21日0-24时，新增确诊病例2例（均为之前境外输入的无症状感染者转确诊），新增无症状感染者4例（其中日本输入2例，刚果输入1例，墨西哥输入1例）。
1月23日，浙江省卫健委通报，1月22日0-24时，新增确诊病例6例（均为之前境外输入的无症状感染者转确诊），新增无症状感染者2例（其中智利输入1例，阿尔及利亚输入1例）。
1月24日，浙江省卫健委通报，1月23日0-24时，新增确诊病例2例（均为之前境外输入的无症状感染者转确诊），新增无症状感染者3例（其中新加坡输入2例，尼日利亚输入1例）。
1月25日，浙江省卫健委通报，1月24日0-24时，新增确诊病例3例（其中之前境外输入的无症状感染者转确诊2例，阿尔及利亚输入1例），新增无症状感染者1例（澳大利亚输入）。
1月26日，浙江省卫健委通报，1月25日0-24时，新增无症状感染者7例（其中伊拉克输入4例，墨西哥输入2例，巴西输入1例），无新增确诊病例。
1月27日，浙江省卫健委通报，1月26日0-24时，新增确诊病例10例，其中杭州市6例、境外输入4例（均为之前境外输入的无症状感染者转确诊），新增无症状感染者2例（其中伊拉克输入1例，缅甸输入1例）。
1月28日，浙江省卫健委通报，1月27日0-24时，新增确诊病例17例，其中杭州市16例、境外输入1例（伊拉克输入），新增无症状感染者1例（伊拉克输入）。
1月29日，浙江省卫健委通报，1月28日0-24时，新增确诊病例18例（杭州市）。
1月30日，浙江省卫健委通报，1月29日0-24时，新增确诊病例22例，其中杭州市19例（1例为管控区筛查发现，其余18例均为集中隔离点发现）、境外输入3例（其中白俄罗斯输入2例，伊拉克输入1例），新增无症状感染者4例（其中韩国输入2例，伊拉克输入2例）。
1月31日，浙江省卫健委通报，1月30日0-24时，新增确诊病例24例（杭州市，均为集中隔离点发现），新增无症状感染者4例（伊拉克输入）。

### 2月份
2月1日，浙江省卫健委通报，1月31日0-24时，新增确诊病例13例（杭州市，均为集中隔离点发现），新增无症状感染者2例（伊拉克输入）。
2月2日，浙江省卫健委通报，2月1日0-24时，新增确诊病例15例（杭州市，均为集中隔离点发现），新增无症状感染者2例（伊拉克输入）。
2月3日，浙江省卫健委通报，2月2日0-24时，新增确诊病例1例（杭州市，为集中隔离点发现），新增无症状感染者6例（其中伊拉克输入5例，罗马尼亚输入1例）。
2月4日，浙江省卫健委通报，2月3日0-24时，新增确诊病例2例（杭州市，为集中隔离点发现），新增无症状感染者2例（其中伊拉克输入1例，日本输入1例）。
2月5日，浙江省卫健委通报，2月4日0-24时，新增确诊病例2例（均为之前境外输入的无症状感染者转确诊），新增无症状感染者1例（韩国输入），无新增本土确诊病例和无症状感染者。
2月6日，浙江省卫健委通报，2月5日0-24时，新增确诊病例2例（均为之前境外输入的无症状感染者转确诊），无新增本土确诊病例和无症状感染者。
2月7日，浙江省卫健委通报，2月6日0-24时，新增确诊病例1例（为之前境外输入的无症状感染者转确诊），新增无症状感染者1例（伊拉克输入），无新增本土确诊病例和无症状感染者。
2月10日，浙江省卫健委通报，2月9日0-24时，新增确诊病例1例（韩国输入），新增无症状感染者3例（其中加拿大输入1例，韩国输入1例，日本输入1例）。
2月11日，浙江省卫健委通报，2月10日0-24时，新增确诊病例3例（其中之前境外输入的无症状感染者转确诊2例，日本输入1例）。
2月13日，浙江省卫健委通报，2月12日0-24时，新增确诊病例1例（墨西哥输入）。
2月15日，浙江省卫健委通报，2月14日0-24时，新增无症状感染者1例（毛里求斯输入），无新增确诊病例。
2月17日，浙江省卫健委通报，2月16日0-24时，新增确诊病例4例（其中之前境外输入的无症状感染者转确诊1例，韩国输入1例，巴拿马输入1例，乌干达输入1例）。
2月18日，浙江省卫健委通报，2月17日0-24时，新增无症状感染者2例（其中孟加拉国输入1例，中国香港输入1例），无新增确诊病例。
2月19日，浙江省卫健委通报，2月18日0-24时，新增确诊病例2例（其中之前境外输入的无症状感染者转确诊1例，绍兴市集中隔离点省外返绍密接人员检测发现1例），新增无症状感染者1例（日本输入）。
2月20日，浙江省卫健委通报，2月19日0-24时，新增确诊病例3例（其中秘鲁输入1例，新加坡输入1例，韩国输入1例），新增无症状感染者1例（新加坡输入）。
2月22日，浙江省卫健委通报，2月21日0-24时，新增确诊病例2例（其中之前境外输入的无症状感染者转确诊1例，荷兰输入1例），新增无症状感染者1例（中国香港输入）。
2月23日，浙江省卫健委通报，2月22日0-24时，新增确诊病例1例（为之前境外输入的无症状感染者转确诊）。
2月24日，浙江省卫健委通报，2月23日0-24时，新增无症状感染者4例（其中韩国输入3例，塞尔维亚输入1例），无新增确诊病例。
2月25日，浙江省卫健委通报，2月24日0-24时，新增确诊病例1例（中国香港输入），新增无症状感染者4例（其中韩国输入1例，意大利输入1例，乍得输入1例，菲律宾输入1例）。
2月26日，浙江省卫健委通报，2月25日0-24时，新增确诊病例4例（均为之前境外输入的无症状感染者转确诊），新增无症状感染者2例（其中美国输入1例，中国香港输入1例）。
2月27日，浙江省卫健委通报，2月26日0-24时，新增确诊病例2例（其中之前境外输入的无症状感染者转确诊1例，中国香港输入1例），新增无症状感染者3例（其中美国输入1例，新加坡输入1例，喀麦隆输入1例）。

### 3月份
3月1日，浙江省卫健委通报，2月28日0-24时，新增无症状感染者1例（塞尔维亚输入），无新增确诊病例。
3月2日，浙江省卫健委通报，3月1日0-24时，新增无症状感染者2例（其中泰国输入1例，日本输入1例），无新增确诊病例。
3月3日，浙江省卫健委通报，3月2日0-24时，新增确诊病例1例（文莱输入），新增无症状感染者1例（文莱输入）。
3月4日，浙江省卫健委通报，3月3日0-24时，新增确诊病例9例（其中之前境外输入的无症状感染者转确诊1例，印度尼西亚输入6例，温州市2例），新增无症状感染者2例（其中新加坡输入1例，韩国输入1例）。
3月5日，浙江省卫健委通报，3月4日0-24时，新增确诊病例2例（其中之前境外输入的无症状感染者转确诊1例，印度尼西亚输入1例），新增无症状感染者6例（其中埃及输入2例，韩国输入1例，黎巴嫩输入1例，日本输入1例，文莱输入1例）。
3月6日，浙江省卫健委通报，3月5日0-24时，新增确诊病例8例（其中印度尼西亚输入6例，杭州市2例），新增无症状感染者2例（其中日本输入1例，嘉兴市1例）。
3月7日，浙江省卫健委通报，3月6日0-24时，新增确诊病例1例（为之前嘉兴市无症状感染者转确诊），新增无症状感染者34例（均为乌克兰输入）。
3月8日，浙江省卫健委通报，3月7日0-24时，新增确诊病例6例（其中之前境外输入的无症状感染者转确诊2例，衢州市4例），新增无症状感染者18例（其中乌克兰输入17例，日本输入1例）。
3月9日，浙江省卫健委通报，3月8日0-24时，新增确诊病例1例（湖州市），新增无症状感染者8例（其中乌克兰输入6例，阿联酋输入1例，台湾输入1例）。
3月10日，浙江省卫健委通报，3月9日0-24时，新增确诊病例6例（其中之前境外输入的无症状感染者转确诊3例，杭州市1例，温州市1例，衢州市1例），新增无症状感染者33例（其中乌克兰输入32例，摩洛哥输入1例）。
3月11日，浙江省卫健委通报，3月10日0-24时，新增确诊病例18例（其中之前境外输入的无症状感染者转确诊2例，杭州市13例，衢州市3例），新增无症状感染者3例（其中卡塔尔输入1例，乍得输入1例，中国香港输入1例）。
3月12日，浙江省卫健委通报，3月11日0-24时，新增确诊病例24例（其中之前境外输入的无症状感染者转确诊1例，杭州市22例，湖州市1例），新增无症状感染者43例（其中温州市1例，嘉兴市1例，乌克兰输入39例，日本输入1例，苏丹输入1例）。
3月13日，浙江省卫健委通报，3月12日0-24时，新增确诊病例54例（其中之前境外输入的无症状感染者转确诊39例，杭州市12例，湖州市1例，衢州市1例，嘉兴市无症状感染者转确诊1例），新增无症状感染者11例（其中乌克兰输入3例，日本输入3例，墨西哥输入1例，厄立特里亚输入1例，荷兰输入1例，尼日利亚输入1例，中国香港输入1例）。
3月14日，浙江省卫健委通报，3月13日0-24时，新增确诊病例15例（其中之前境外输入的无症状感染者转确诊8例，乌克兰输入1例，杭州市4例，嘉兴市1例，衢州市1例），新增无症状感染者37例（其中杭州市2例，乌克兰输入32例，南苏丹输入1例，韩国输入1例，澳大利亚输入1例）。
3月15日，浙江省卫健委通报，3月14日0-24时，新增确诊病例43例（其中之前境外输入的无症状感染者转确诊10例，乍得输入1例，印度尼西亚输入1例，嘉兴市16例，金华市1例，衢州市14例），新增无症状感染者17例（其中杭州市4例，湖州市1例，衢州市2例，乌克兰输入8例，乍得输入1例，澳大利亚输入1例）。
3月16日，浙江省卫健委通报，3月15日0-24时，新增确诊病例28例（其中之前境外输入的无症状感染者转确诊5例，宁波市1例，嘉兴市7例，衢州市15例），新增无症状感染者12例（其中杭州市2例，温州市1例，湖州市1例，衢州市2例，乌克兰输入6例）。
3月17日，浙江省卫健委通报，3月16日0-24时，新增确诊病例38例（其中之前境外输入的无症状感染者转确诊7例，乌克兰输入4例，嘉兴市9例，绍兴市1例，衢州市17例），新增无症状感染者8例（其中杭州市2例，嘉兴市2例，乌克兰输入2例，文莱输入1例，日本输入1例）。
3月18日，浙江省卫健委通报，3月17日0-24时，新增确诊病例32例（其中之前境外输入的无症状感染者转确诊9例，乌克兰输入9例，印度尼西亚输入1例，嘉兴市3例，衢州市9例，舟山市1例），新增无症状感染者22例（其中衢州市10例，乌克兰输入9例，日本输入2例，埃及输入1例）。
3月19日，浙江省卫健委通报，3月18日0-24时，11个市报告新增确诊病例23例。其中境外输入病例12例（泰国输入4例，之前境外输入的无症状感染者转确诊8例）；本土病例11例（嘉兴市1例，衢州市10例）。11个市报告新增无症状感染者24例。其中境外输入10例（泰国输入5例，乌克兰输入4例，塞拉利昂输入1例）；本土14例（嘉兴市7例，衢州市6例，丽水市1例）。
3月20日，浙江省卫健委通报，3月19日0-24时，11个市报告新增确诊病例30例。其中境外输入病例11例（乌克兰输入2例，泰国输入1例，之前境外输入的无症状感染者转确诊8例）；本土病例19例（杭州市1例，宁波市1例，嘉兴市2例，衢州市15例），含6例由无症状感染者转为确诊病例（杭州市1例，嘉兴市2例，衢州市3例）。11个市报告新增无症状感染者26例。其中境外输入8例（乌克兰输入6例，土耳其输入1例，哥伦比亚输入1例）；本土18例（杭州市1例，嘉兴市3例，衢州市13例，丽水市1例）。
3月21日，浙江省卫健委通报，3月20日0-24时，11个市报告新增确诊病例3例。其中境外输入病例1例（为之前境外输入的无症状感染者转确诊）；本土病例2例（嘉兴市1例，衢州市1例）。11个市报告新增无症状感染者17例。其中境外输入1例（美国输入）；本土16例（嘉兴市4例，湖州市3例，衢州市9例）。
3月22日，浙江省卫健委通报，3月21日0-24时，11个市报告新增确诊病例12例。其中境外输入病例10例（乌克兰输入1例，之前境外输入的无症状感染者转确诊9例）；本土病例2例（嘉兴市1例，衢州市1例），含1例由无症状感染者转为确诊病例（嘉兴市）。11个市报告新增无症状感染者7例。其中境外输入1例（塞尔维亚输入）；本土6例（衢州市）。
3月23日，浙江省卫健委通报，3月22日0-24时，11个市报告新增确诊病例11例。其中境外输入病例10例（乌克兰输入1例，之前境外输入的无症状感染者转确诊9例）；本土病例1例（湖州市），由无症状感染者转为确诊病例。11个市报告新增无症状感染者15例。其中境外输入10例（中国香港输入9例，墨西哥输入1例）；本土5例（杭州市1例，嘉兴市1例，衢州市2例，台州市1例）。
3月24日，浙江省卫健委通报，3月23日0-24时，11个市报告新增确诊病例11例。其中境外输入病例7例（均为之前境外输入的无症状感染者转确诊）；本土病例4例（杭州市1例，嘉兴市1例，衢州市2例），含无症状感染者转为确诊病例3例（嘉兴市1例，衢州市2例）。11个市报告新增无症状感染者7例。其中境外输入4例（英国输入2例，德国输入1例，阿根廷输入1例）；本土3例（嘉兴市1例，衢州市2例）。
3月25日，浙江省卫健委通报，3月24日0-24时，11个市报告新增确诊病例4例。其中境外输入病例1例（为之前境外输入的无症状感染者转确诊）；本土病例3例（杭州市1例，嘉兴市1例，衢州市1例），均为无症状感染者转确诊病例。11个市报告新增无症状感染者9例。其中境外输入8例（英国输入3例，土耳其输入1例，乌克兰输入1例，埃及输入1例，爱尔兰输入1例，刚果金输入1例）；本土1例（衢州市）。
3月26日，浙江省卫健委通报，3月25日0-24时，11个市报告新增确诊病例6例。其中境外输入病例6例（均为之前境外输入的无症状感染者转确诊）；无本土病例。11个市报告新增无症状感染者10例。其中境外输入9例（日本输入4例，中国香港输入2例，乌克兰输入1例，塞尔维亚输入1例，美国输入1例）；本土1例（杭州市）。
3月27日，浙江省卫健委通报，3月26日0-24时，11个市报告新增确诊病例2例。其中境外输入病例1例（为之前境外输入的无症状感染者转确诊）；本土病例1例（湖州市）。11个市报告新增无症状感染者11例。其中境外输入7例（乌克兰输入3例，荷兰输入1例，阿根廷输入1例，乌干达输入1例，埃及输入1例）；本土4例（杭州市1例，嘉兴市2例，金华市1例）。
3月28日，浙江省卫健委通报，3月27日0-24时，11个市报告新增确诊病例5例。其中境外输入病例3例（均为之前境外输入的无症状感染者转确诊）；本土病例2例（嘉兴市1例，台州市1例），均为无症状感染者转确诊病例。11个市报告新增无症状感染者4例。其中境外输入1例（玻利维亚输入）；本土3例（杭州市1例，嘉兴市1例，舟山市1例）。
3月29日，浙江省卫健委通报，3月28日0-24时，11个市报告新增确诊病例4例。其中无境外输入病例；本土病例4例（杭州市1例，宁波市1例，嘉兴市1例，舟山市1例），含1例由无症状感染者转为确诊病例（舟山市）。11个市报告新增无症状感染者12例。其中境外输入4例（加拿大输入2例，美国输入1例，中国香港输入1例）；本土8例（宁波市1例，嘉兴市6例，丽水市1例）。
3月30日，浙江省卫健委通报，3月29日0-24时，11个市报告新增确诊病例8例。其中无境外输入病例；本土病例8例（杭州市1例，嘉兴市3例，湖州市3例，丽水市1例），含2例由无症状感染者转为确诊病例（杭州市1例，嘉兴市1例）。11个市报告新增无症状感染者11例。其中境外输入4例（英国输入2例，德国输入1例，罗马尼亚输入1例）；本土7例（杭州市1例，嘉兴市5例，台州市1例）。
3月31日，浙江省卫健委通报，3月30日0-24时，11个市报告新增确诊病例12例。其中境外输入病例2例（均为之前境外输入的无症状感染者转确诊）；本土病例10例（杭州市1例，宁波市3例，嘉兴市4例，湖州市1例，绍兴市1例），含3例由无症状感染者转为确诊病例（杭州市1例，嘉兴市2例）。11个市报告新增无症状感染者19例。其中境外输入2例（格鲁吉亚输入1例，墨西哥输入1例）；本土17例（杭州市4例，宁波市2例，嘉兴市9例，丽水市2例）。

### 4月份
4月1日，浙江省卫健委通报，3月31日0-24时，11个市报告新增确诊病例15例。其中境外输入病例5例（均为之前境外输入的无症状感染者转确诊）；本土病例10例（杭州市3例，宁波市4例，嘉兴市1例，湖州市2例），含5例由无症状感染者转为确诊病例（杭州市3例，宁波市1例，嘉兴市1例）。11个市报告新增无症状感染者10例。其中境外输入2例（日本输入1例，乍得输入1例）；本土8例（杭州市3例，嘉兴市3例，湖州市1例，衢州市1例）。
4月2日，浙江省卫健委通报，4月1日0-24时，11个市报告新增确诊病例15例。其中境外输入病例1例（为之前境外输入的无症状感染者转确诊）；本土病例14例（杭州市3例，宁波市3例，温州市1例，湖州市2例，嘉兴市1例，金华市3例，台州市1例），含3例由无症状感染者转为确诊病例（杭州市）。11个市报告新增无症状感染者18例。其中境外输入4例（日本输入2例，墨西哥输入1例，中国香港输入1例）；本土14例（杭州市3例，温州市2例，嘉兴市6例，绍兴市1例，丽水市2例）。
4月3日，浙江省卫健委通报，4月2日0-24时，11个市报告新增确诊病例11例。其中无境外输入病例；本土病例11例（杭州市2例，宁波市1例，湖州市2例，嘉兴市1例，绍兴市1例，金华市2例，衢州市1例，丽水市1例），含5例由无症状感染者转为确诊病例（杭州市2例，绍兴市1例，衢州市1例，丽水市1例）。11个市报告新增无症状感染者9例。其中境外输入1例（阿根廷输入）；本土8例（杭州市2例，宁波市1例，嘉兴市4例，金华市1例）。
4月4日，浙江省卫健委通报，4月3日0-24时，11个市报告新增确诊病例8例。其中无境外输入病例；本土病例8例（杭州市2例，宁波市3例，温州市1例，湖州市1例，嘉兴市1例），含2例由无症状感染者转为确诊病例（杭州市1例，宁波市1例）。11个市报告新增无症状感染者11例。其中境外输入1例（乌克兰输入）；本土10例（杭州市1例，宁波市1例，温州市2例，嘉兴市6例）。
4月5日，浙江省卫健委通报，4月4日0-24时，11个市报告新增确诊病例17例。其中无境外输入病例；本土病例17例（宁波市3例，温州市1例，湖州市4例，嘉兴市9例），含6例由无症状感染者转为确诊病例（温州市1例，湖州市1例，嘉兴市4例）。11个市报告新增无症状感染者29例。其中境外输入4例（加拿大输入2例，巴西输入1例，中国香港输入1例）；本土25例（杭州市4例，温州市3例，嘉兴市17例，丽水市1例）。
4月6日，浙江省卫健委通报，4月5日0-24时，11个市报告新增确诊病例17例。其中无境外输入病例；本土病例17例（宁波市4例，嘉兴市10例，绍兴市3例），含4例由无症状感染者转为确诊病例（嘉兴市）。11个市报告新增无症状感染者59例。其中境外输入9例（中国香港输入5例，英国输入2例，巴拿马输入1例，爱尔兰输入1例）；本土50例（杭州市10例，嘉兴市39例，金华市1例）。
4月7日，浙江省卫健委通报，4月6日0-24时，11个市报告新增确诊病例14例。其中无境外输入病例；本土病例14例（宁波市2例，温州市1例，嘉兴市10例，绍兴市1例），含8例由无症状感染者转为确诊病例（温州市1例，嘉兴市7例）。11个市报告新增无症状感染者44例。其中境外输入3例（中国香港输入1例，加拿大输入1例，土耳其输入1例）；本土41例（杭州市2例，宁波市1例，嘉兴市37例，绍兴市1例）。
4月8日，浙江省卫健委通报，4月7日0-24时，11个市报告新增确诊病例8例。其中无境外输入病例；本土病例8例（宁波市5例，嘉兴市3例），含2例由无症状感染者转为确诊病例（嘉兴市）。11个市报告新增无症状感染者40例。其中境外输入4例（中国香港输入1例，埃及输入1例，乍得输入1例，爱尔兰输入1例）；本土36例（杭州市4例，宁波市1例，温州市4例，嘉兴市26例，丽水市1例）。
4月9日，浙江省卫健委通报，4月8日0-24时，11个市报告新增确诊病例15例。其中境外输入病例2例（均为之前境外输入的无症状感染者转确诊）；本土病例13例（宁波市2例，嘉兴市9例，绍兴市1例，丽水市1例），含10例由无症状感染者转为确诊病例（嘉兴市9例，丽水市1例）。11个市报告新增无症状感染者27例。其中境外输入1例（喀麦隆输入）；本土26例（杭州市11例，嘉兴市15例）。
4月10日，浙江省卫健委通报，4月9日0-24时，11个市报告新增确诊病例16例。其中无境外输入病例；本土病例16例（杭州市7例，宁波市3例，嘉兴市5例，丽水市1例），含10例由无症状感染者转为确诊病例（杭州市7例，嘉兴市3例）。11个市报告新增无症状感染者34例。其中境外输入2例（中国香港输入1例，日本输入1例）；本土32例（杭州市10例，嘉兴市19例，金华市3例）。
4月11日，浙江省卫健委通报，4月10日0-24时，11个市报告新增确诊病例9例。其中无境外输入病例；本土病例9例（宁波市4例，湖州市1例，嘉兴市3例，绍兴市1例），含3例由无症状感染者转为确诊病例（嘉兴市）。11个市报告新增无症状感染者28例。其中无境外输入无症状感染者；本土28例（杭州市17例，宁波市1例，嘉兴市8例，金华市2例）。
4月12日，浙江省卫健委通报，4月11日0-24时，11个市报告新增确诊病例11例。其中无境外输入病例；本土病例11例（杭州市2例，宁波市5例，湖州市1例，嘉兴市3例），含4例由无症状感染者转为确诊病例（杭州市1例，嘉兴市3例）。11个市报告新增无症状感染者20例。其中境外输入2例（英国输入1例，西班牙输入1例）；本土18例（杭州市8例，宁波市1例，嘉兴市9例）。
4月13日，浙江省卫健委通报，4月12日0-24时，11个市报告新增确诊病例12例。其中无境外输入病例；本土病例12例（杭州市3例，宁波市2例，湖州市1例，嘉兴市5例，金华市1例），含6例由无症状感染者转为确诊病例（杭州市2例，嘉兴市4例）。11个市报告新增无症状感染者21例。其中境外输入2例（英国输入1例，巴西输入1例）；本土19例（杭州市6例，宁波市1例，湖州市2例，嘉兴市6例，金华市1例，衢州市2例，台州市1例）。
4月14日，浙江省卫健委通报，4月13日0-24时，11个市报告新增确诊病例9例。其中无境外输入病例；本土病例9例（杭州市4例，宁波市4例，绍兴市1例），含4例由无症状感染者转为确诊病例（杭州市）。11个市报告新增无症状感染者10例。其中无境外输入无症状感染者；本土10例（杭州市1例，嘉兴市4例，衢州市1例，舟山市1例，台州市3例）。
4月15日，浙江省卫健委通报，4月14日0-24时，11个市报告新增确诊病例17例。其中无境外输入病例；本土病例17例（杭州市4例，宁波市3例，湖州市1例，嘉兴市4例，绍兴市1例，金华市4例），含11例由无症状感染者转为确诊病例（杭州市4例，嘉兴市4例，金华市3例）。11个市报告新增无症状感染者11例。其中境外输入5例（埃及输入2例，卡塔尔输入1例，加拿大输入1例，中国香港输入1例）；本土6例（杭州市2例，宁波市2例，嘉兴市1例，衢州市1例）。
4月16日，浙江省卫健委通报，4月15日0-24时，11个市报告新增确诊病例10例。其中境外输入病例1例（为之前境外输入的无症状感染者转确诊）；本土病例9例（杭州市1例，宁波市2例，嘉兴市1例，绍兴市1例，金华市2例，衢州市2例），含3例由无症状感染者转为确诊病例（杭州市1例，衢州市2例）。11个市报告新增无症状感染者17例。其中境外输入11例（埃及输入6例，摩洛哥输入2例，喀麦隆输入1例，日本输入1例，中国香港输入1例）；本土6例（杭州市5例，嘉兴市1例）。
4月17日，浙江省卫健委通报，4月16日0-24时，11个市报告新增确诊病例11例。其中境外输入病例1例（埃及输入）；本土病例10例（杭州市2例，宁波市1例，绍兴市1例，金华市5例，舟山市1例），含2例由无症状感染者转为确诊病例（杭州市）。11个市报告新增无症状感染者21例。其中境外输入1例（美国输入）；本土20例（杭州市3例，金华市16例，衢州市1例）。
4月18日，浙江省卫健委通报，4月17日0-24时，11个市报告新增确诊病例34例。其中无境外输入病例；本土病例34例（杭州市2例，金华市31例，舟山市1例），含8例由无症状感染者转为确诊病例（杭州市2例，金华市6例）。11个市报告新增无症状感染者45例。其中境外输入3例（埃及输入2例，利比亚输入1例）；本土42例（杭州市1例，嘉兴市15例，绍兴市1例，金华市25例）。
4月19日，浙江省卫健委通报，4月18日0-24时，11个市报告新增确诊病例2例。其中无境外输入病例；本土病例2例（杭州市1例，嘉兴市1例），均为无症状感染者转为确诊病例。11个市报告新增无症状感染者48例。其中境外输入2例（德国输入1例，塞尔维亚输入1例）；本土46例（杭州市8例，嘉兴市5例，绍兴市1例，金华市32例）。
4月20日，浙江省卫健委通报，4月19日0-24时，11个市报告新增确诊病例8例。其中无境外输入病例；本土病例8例（杭州市5例，宁波市1例，嘉兴市2例），含4例由无症状感染者转为确诊病例（杭州市3例，嘉兴市1例）。11个市报告新增无症状感染者47例。其中无境外输入无症状感染者；本土47例（杭州市6例，嘉兴市4例，金华市36例，台州市1例）。
4月21日，浙江省卫健委通报，4月20日0-24时，11个市报告新增确诊病例6例。其中无境外输入病例；本土病例6例（杭州市3例，湖州市1例，嘉兴市1例，舟山市1例），含5例由无症状感染者转为确诊病例（杭州市3例，湖州市1例，嘉兴市1例）。11个市报告新增无症状感染者36例。其中境外输入5例（尼日利亚输入2例，巴西输入1例，文莱输入1例，中国香港输入1例）；本土31例（杭州市11例，嘉兴市1例，绍兴市1例，金华市18例）。
4月22日，浙江省卫健委通报，4月21日0-24时，11个市报告新增确诊病例15例。其中无境外输入病例；本土病例15例（杭州市9例，嘉兴市1例，绍兴市2例，舟山市3例），含4例由无症状感染者转为确诊病例（杭州市1例，嘉兴市1例，绍兴市2例）。11个市报告新增无症状感染者49例。其中境外输入4例（埃及输入1例，瑞士输入1例，加拿大输入1例，中国香港输入1例）；本土45例（杭州市26例，嘉兴市2例，绍兴市2例，金华市13例，舟山市2例）。
4月23日，浙江省卫健委通报，4月22日0-24时，11个市报告新增确诊病例10例。其中无境外输入病例；本土病例10例（杭州市6例，宁波市1例，嘉兴市1例，绍兴市2例），含6例由无症状感染者转为确诊病例（杭州市3例，嘉兴市1例，绍兴市2例）。11个市报告新增无症状感染者61例。其中境外输入4例（日本输入3例，中国香港输入1例）；本土57例（杭州市40例，温州市1例，绍兴市1例，金华市15例）。
4月24日，浙江省卫健委通报，4月23日0-24时，11个市报告新增确诊病例12例。其中无境外输入病例；本土病例12例（杭州市11例，舟山市1例），含9例由无症状感染者转为确诊病例（杭州市）。11个市报告新增无症状感染者34例。其中境外输入3例（韩国输入1例，加拿大输入1例，中国香港输入1例）；本土31例（杭州市24例，嘉兴市1例，金华市6例）。
4月25日，浙江省卫健委通报，4月24日0-24时，11个市报告新增确诊病例14例。其中境外输入病例1例（之前境外输入的无症状感染者转为确诊病例）；本土病例13例（杭州市12例，宁波市1例），含12例由无症状感染者转为确诊病例（杭州市）。11个市报告新增无症状感染者20例。其中境外输入1例（中国香港输入）；本土19例（杭州市14例，金华市5例）。
4月26日，浙江省卫健委通报，4月25日0-24时，11个市报告新增确诊病例8例。其中无境外输入病例；本土病例8例（杭州市6例，温州市1例，衢州市1例），含4例由无症状感染者转为确诊病例（杭州市）。11个市报告新增无症状感染者37例。其中境外输入3例（加拿大输入2例，日本输入1例）；本土34例（杭州市23例，嘉兴市1例，金华市6例，衢州市2例，台州市2例）。
4月27日，浙江省卫健委通报，4月26日0-24时，11个市报告新增确诊病例17例。其中境外输入病例1例（之前境外输入的无症状感染者转为确诊病例）；本土病例16例（杭州市14例，湖州市1例，舟山市1例），含15例由无症状感染者转为确诊病例（杭州市14例，舟山市1例）。11个市报告新增无症状感染者33例。其中境外输入2例（加拿大输入1例，德国输入1例）；本土31例（杭州市21例，温州市2例，绍兴市1例，金华市3例，衢州市3例，丽水市1例）。
4月28日，浙江省卫健委通报，4月27日0-24时，11个市报告新增确诊病例46例。其中无境外输入病例；本土病例46例（杭州市11例，宁波市1例，绍兴市1例，金华市32例，衢州市1例），含44例由无症状感染者转为确诊病例（杭州市11例，绍兴市1例，金华市32例）。11个市报告新增无症状感染者21例。其中境外输入1例（韩国输入）；本土20例（杭州市7例，嘉兴市2例，金华市3例，衢州市4例，台州市1例，丽水市3例）。
4月29日，浙江省卫健委通报，4月28日0-24时，11个市报告新增确诊病例32例。其中境外输入病例1例（之前境外输入的无症状感染者转为确诊病例）；本土病例31例（杭州市24例，温州市1例，金华市4例，衢州市2例），含28例由无症状感染者转为确诊病例（杭州市23例，金华市3例，衢州市2例）。11个市报告新增无症状感染者21例。其中境外输入1例（日本输入）；本土20例（杭州市6例，温州市1例，衢州市2例，台州市4例，丽水市7例）。
4月30日，浙江省卫健委通报，4月29日0-24时，11个市报告新增确诊病例8例。其中无境外输入确诊病例；本土病例8例（杭州市4例，温州市2例，绍兴市1例，丽水市1例），其中5例为此前的无症状感染者转为确诊（杭州市4例，丽水市1例），当日新检出确诊为3例。11个市报告新增无症状感染者22例。其中无境外输入无症状感染者、本土22例（宁波市1例，温州市7例，绍兴市1例，台州市11例，丽水市2例）。

### 5月份
5月1日，浙江省卫健委通报，4月30日0-24时，11个市报告无新增确诊病例。11个市报告新增无症状感染者22例。其中境外输入4例（澳大利亚输入2例，中国香港输入1例，葡萄牙输入1例）、本土18例（杭州市3例，宁波市2例，温州市2例，嘉兴市1例，衢州市1例，台州市5例，丽水市4例）。
5月2日，浙江省卫健委通报，5月1日0-24时，11个市报告新增确诊病例2例。其中无境外输入病例；本土病例2例（温州市1例，嘉兴市1例），当日新检出确诊为2例。11个市报告新增无症状感染者19例。其中境外输入3例（赤道几内亚输入2例，埃及输入1例），本土16例（杭州市2例、宁波市1例、温州市2例、湖州市2例、嘉兴市3例、金华市2例、台州市4例）。
5月3日，浙江省卫健委通报，5月2日0-24时，11个市报告无新增确诊病例。11个市报告新增无症状感染者35例。其中境外输入1例（加拿大输入），本土34例（杭州市7例、宁波市11例、温州市2例、湖州市1例、嘉兴市6例、台州市6例、丽水市1例）。
5月4日，浙江省卫健委通报，5月3日0-24时，11个市报告新增确诊病例3例。其中无境外输入病例；本土病例3例（温州市），均为此前的无症状感染者转为确诊。11个市报告新增无症状感染者28例。其中境外输入8例（中国香港3例，英国1例，巴西1例，马里1例，古巴1例，巴林1例），本土20例（宁波市2例，温州市2例，嘉兴市5例，金华市1例，台州市9例，丽水市1例）。
5月5日，浙江省卫健委通报，5月4日0-24时，11个市报告新增确诊病例10例。其中无境外输入病例；本土病例10例（温州市1例，湖州市1例，舟山市8例），均为当日新检出确诊。11个市报告新增无症状感染者28例。其中境外输入4例（喀麦隆输入1例，埃及输入1例，中国香港输入1例，苏里南输入1例）；本土24例（杭州市2例，宁波市2例，温州市2例，嘉兴市9例，舟山市3例，台州市6例）。
5月6日，浙江省卫健委通报，5月5日0-24时，11个市报告无新增确诊病例。11个市报告新增无症状感染者26例。其中境外输入2例（韩国输入1例，加拿大输入1例）；本土24例（宁波市6例，嘉兴市13例，金华市1例，台州市3例，丽水市1例）。
5月7日，浙江省卫健委通报，5月6日0-24时，11个市报告新增确诊病例2例。其中无境外输入确诊病例；本土病例2例（嘉兴市），均为此前的无症状感染者转为确诊，无当日新检出确诊。11个市报告新增无症状感染者24例。其中境外输入6例（日本输入2例，韩国输入1例，英国输入1例，苏里南输入1例，法国输入1例）；本土18例（杭州市1例，宁波市3例，嘉兴市14例）。
5月8日，浙江省卫健委通报，5月7日0-24时，11个市报告新增确诊病例1例。其中无境外输入确诊病例；本土病例1例（绍兴市），为此前的无症状感染者转为确诊，当日无新检出确诊病例。11个市报告新增无症状感染者28例。其中境外输入1例（日本输入）；本土27例（宁波市4例，嘉兴市22例，金华市1例）。
5月9日，浙江省卫健委通报，5月8日0-24时，11个市报告新增确诊病例1例。其中无境外输入确诊病例；本土病例1例（杭州市），当日新检出确诊为1例。11个市报告新增无症状感染者17例。其中境外输入1例（英国输入）；本土16例（杭州市3例，宁波市2例，嘉兴市11例）。
5月10日，浙江省卫健委通报，5月9日0-24时，11个市报告无新增确诊病例。11个市报告新增无症状感染者13例。其中境外输入4例（德国输入1例，加拿大输入1例，新西兰输入1例，匈牙利输入1例）；本土9例（杭州市3例，嘉兴市5例，台州市1例）。
5月11日，浙江省卫健委通报，5月10日0-24时，11个市报告新增确诊病例2例，其中无境外输入病例；本土病例2例（嘉兴市1例，绍兴市1例），当日新检出确诊病例为2例。11个市报告新增无症状感染者12例。其中境外输入7例（芬兰输入2例，加拿大输入2例，英国输入1例，乌干达输入1例，坦桑尼亚输入1例）；本土5例（杭州市3例，嘉兴市2例）。
5月12日，浙江省卫健委通报，5月11日0-24时，11个市报告无新增确诊病例。11个市报告新增无症状感染者26例。其中境外输入6例（加拿大输入2例，芬兰输入1例，韩国输入1例，美国输入1例，日本输入1例）；本土20例（杭州市16例，温州市1例，嘉兴市2例，台州市1例）。
5月13日，浙江省卫健委通报，5月12日0-24时，11个市报告无新增确诊病例。11个市报告新增无症状感染者6例。其中境外输入2例（加拿大输入1例，芬兰输入1例）；本土4例（杭州市2例，嘉兴市2例）。
5月14日，浙江省卫健委通报，5月13日0-24时，11个市报告无新增确诊病例。11个市报告新增无症状感染者4例。其中境外输入2例（日本输入）；本土2例（杭州市）。
5月15日，浙江省卫健委通报，5月14日0-24时，11个市报告新增本土阳性3例，均为集中隔离点检出，均已落实管控措施。11个市报告无新增确诊病例。当日新增治愈出院病例5例，解除医学观察的密切接触者2363人。11个市报告新增无症状感染者10例。其中境外输入7例（日本输入2例，加拿大输入1例，菲律宾输入1例，塞尔维亚输入1例，圭亚那输入1例，墨西哥输入1例）；本土3例（杭州市2例，绍兴市1例）。
5月16日，浙江省卫健委通报，5月15日0-24时，11个市报告无新增本土阳性感染者。11个市报告新增确诊病例2例。其中无境外输入病例；本土病例2例（温州市1例，绍兴市1例），均为此前的无症状感染者转为确诊，当日无新检出确诊。当日新增治愈出院病例8例，解除医学观察的密切接触者2742人。11个市报告新增无症状感染者3例。其中境外输入3例（美国输入1例，英国输入1例，芬兰输入1例）；无本土无症状感染者。
5月17日，浙江省卫健委通报，5月16日0-24时，11个市报告新增本土阳性1例，为卡口拦截发现，已落实管控措施。11个市报告无新增确诊病例。当日新增治愈出院病例14例，解除医学观察的密切接触者2349人。11个市报告新增无症状感染者4例。其中境外输入3例（加拿大输入1例，英国输入1例，德国输入1例）；本土1例（台州市）。
5月18日，浙江省卫健委通报，5月17日0-24时，11个市报告新增本土阳性1例，为集中隔离点检出，已落实管控措施。11个市报告无新增确诊病例。当日新增治愈出院病例6例，解除医学观察的密切接触者4673人。11个市报告新增无症状感染者8例。其中境外输入7例（英国输入3例，加拿大输入2例，爱尔兰输入1例，中国香港输入1例）；本土1例（嘉兴市）。
5月19日，浙江省卫健委通报，5月18日0-24时，11个市报告无新增本土阳性感染者。11个市报告新增确诊病例1例。其中境外输入病例1例（由此前境外输入的无症状感染者转为确诊）；无本土病例。当日新增治愈出院病例8例，解除医学观察的密切接触者3691人。11个市报告新增无症状感染者3例。其中境外输入3例（加拿大输入1例，爱尔兰输入1例，葡萄牙输入1例）；无本土无症状感染者。
5月20日，浙江省卫健委通报，5月19日0-24时，11个市报告新增本土阳性1例，为集中隔离点检出，已落实管控措施。11个市报告无新增确诊病例。当日无新增治愈出院病例，解除医学观察的密切接触者3549人。11个市报告新增无症状感染者4例。其中境外输入3例（加拿大输入2例，日本输入1例）；本土1例（嘉兴市）。
5月21日，浙江省卫健委通报，5月20日0-24时，11个市报告新增本土阳性2例，均为集中隔离点检出，均已落实管控措施。11个市报告新增确诊病例1例。其中境外输入1例（由此前境外输入的无症状感染者转为确诊）；无本土病例。当日新增治愈出院病例43例，解除医学观察的密切接触者2616人。11个市报告新增无症状感染者3例。其中境外输入1例（墨西哥输入）；本土2例（杭州市）。
5月22日，浙江省卫健委通报，5月21日0-24时，11个市报告新增本土阳性1例，为卡口拦截发现，已落实管控措施。11个市报告无新增确诊病例。当日新增治愈出院病例14例，解除医学观察的密切接触者1813人。11个市报告新增无症状感染者5例。其中境外输入4例（秘鲁输入2例，墨西哥输入1例，智利输入1例）；本土1例（嘉兴市）。
5月23日，浙江省卫健委通报，5月22日0-24时，11个市报告新增本土阳性1例，为卡口拦截发现，已落实管控措施。11个市报告无新增确诊病例。当日新增治愈出院病例1例，解除医学观察的密切接触者1000人。11个市报告新增无症状感染者3例。其中境外输入2例（墨西哥输入1例，英国输入1例）；本土1例（嘉兴市）。
5月24日，浙江省卫健委通报，5月23日0-24时，11个市报告新增本土阳性4例，其中集中隔离点检出2例、卡口拦截1例、社区筛查1例，均已落实管控措施。11个市报告新增确诊病例2例。其中境外输入病例1例（由此前境外输入的无症状感染者转为确诊）；本土病例1例（绍兴市），当日新检出确诊为1例。当日新增治愈出院病例4例，现有确诊病例48例。11个市报告新增无症状感染者6例。其中境外输入3例（中国香港输入1例，墨西哥输入1例，智利输入1例）；本土3例（嘉兴市1例，绍兴市1例，台州市1例）。当日解除医学观察的无症状感染者14例，尚在医学观察的无症状感染者409例。
5月25日，浙江省卫健委通报，5月24日0-24时，11个市报告新增本土阳性5例，其中集中隔离点检出3例、卡口拦截1例、社区筛查1例，均已落实管控措施。11个市报告无新增确诊病例。当日新增治愈出院病例6例，现有确诊病例42例。11个市报告新增无症状感染者8例。其中境外输入3例（英国输入1例，坦桑尼亚输入1例，墨西哥输入1例）；本土5例（杭州市1例，绍兴市4例）。当日解除医学观察的无症状感染者17例，尚在医学观察的无症状感染者400例。
5月26日，浙江省卫健委通报，5月25日0-24时，11个市报告新增本土阳性1例，为集中隔离点检出，已落实管控措施。11个市报告无新增确诊病例。当日新增治愈出院病例1例，现有确诊病例41例。11个市报告新增无症状感染者8例。其中境外输入7例（加拿大输入3例，英国输入2例，韩国输入2例）；本土1例（绍兴市）。当日解除医学观察的无症状感染者14例，尚在医学观察的无症状感染者394例。
5月27日，浙江省卫健委通报，5月26日0-24时，11个市报告新增本土阳性1例，为集中隔离点检出，已落实管控措施。11个市报告无新增确诊病例。当日新增治愈出院病例11例，现有确诊病例30例。11个市报告新增无症状感染者7例。其中境外输入6例（日本输入3例，韩国输入2例，英国输入1例）；本土1例（丽水市）。当日解除医学观察的无症状感染者25例，尚在医学观察的无症状感染者376例。
5月28日，浙江省卫健委通报，5月27日0-24时，11个市报告新增本土阳性2例，均为集中隔离点检出，均已落实管控措施。11个市报告无新增确诊病例。当日新增治愈出院病例5例，现有确诊病例25例。11个市报告新增无症状感染者10例。其中境外输入8例（日本输入2例，英国输入2例，爱尔兰输入1例，韩国输入1例，印度尼西亚输入1例，智利输入1例）；本土2例（杭州市1例，绍兴市1例）。当日解除医学观察的无症状感染者21例，尚在医学观察的无症状感染者365例。
5月29日，浙江省卫健委通报，5月28日0-24时，11个市报告新增本土阳性2例，均为集中隔离点检出，均已落实管控措施。11个市报告无新增确诊病例。当日新增治愈出院病例3例，现有确诊病例22例。11个市报告新增无症状感染者4例。其中境外输入2例（日本输入1例，加拿大输入1例）；本土2例（杭州市）。当日解除医学观察的无症状感染者7例，尚在医学观察的无症状感染者362例。
5月30日，浙江省卫健委通报，5月29日0-24时，11个市报告无新增本土阳性感染者。11个市报告新增确诊病例1例。其中境外输入1例（由此前境外输入的无症状感染者转为确诊）；无本土病例。当日无新增治愈出院病例，现有确诊病例23例。11个市报告无新增无症状感染者。当日解除医学观察的无症状感染者10例，尚在医学观察的无症状感染者351例。
5月31日，浙江省卫健委通报，5月30日0-24时，11个市报告无新增本土阳性感染者。11个市报告无新增确诊病例。当日无新增治愈出院病例，现有确诊病例23例。11个市报告新增无症状感染者2例。其中境外输入2例（阿根廷输入1例，英国输入1例）；无本土无症状感染者。当日解除医学观察的无症状感染者3例，尚在医学观察的无症状感染者350例。

### 6月份
6月1日，浙江省卫健委通报，5月31日0-24时，11个市报告无新增本土阳性感染者。11个市报告无新增确诊病例。当日新增治愈出院病例3例，现有确诊病例20例。11个市报告新增无症状感染者3例。其中境外输入3例（哥伦比亚输入1例，泰国输入1例，巴拿马输入1例）；无本土无症状感染者。当日解除医学观察的无症状感染者39例，尚在医学观察的无症状感染者314例。
6月2日，浙江省卫健委通报，6月1日0-24时，11个市报告无新增本土阳性感染者。11个市报告无新增确诊病例。当日无新增治愈出院病例，现有确诊病例20例。11个市报告新增无症状感染者3例。其中境外输入3例（德国输入1例，法国输入1例，加拿大输入1例）；无本土无症状感染者。当日解除医学观察的无症状感染者13例，尚在医学观察的无症状感染者304例。
6月3日，浙江省卫健委通报，6月2日0-24时，11个市报告新增本土阳性感染者1例，为集中隔离点检出，已落实管控措施。11个市报告无新增确诊病例。当日新增治愈出院病例1例，现有确诊病例19例。11个市报告新增无症状感染者8例。其中境外输入7例（埃及输入2例，美国输入1例，日本输入1例，瑞典输入1例，泰国输入1例，坦桑尼亚输入1例）；本土1例（杭州市）。当日解除医学观察的无症状感染者19例，尚在医学观察的无症状感染者293例。
6月4日，浙江省卫健委通报，6月3日0-24时，11个市报告无新增本土阳性感染者。11个市报告新增确诊病例1例。其中境外输入病例1例（由此前境外输入的无症状感染者转为确诊）；无本土病例。当日新增治愈出院病例1例，现有确诊病例19例。11个市报告无新增无症状感染者。当日解除医学观察的无症状感染者7例，尚在医学观察的无症状感染者285例。
6月5日，浙江省卫健委通报，6月4日0-24时，11个市报告无新增本土阳性感染者。11个市报告无新增确诊病例。当日无新增治愈出院病例，现有确诊病例19例。11个市报告新增无症状感染者1例。其中境外输入1例（美国输入）；无本土病例。当日解除医学观察的无症状感染者23例，尚在医学观察的无症状感染者263例。
6月6日，浙江省卫健委通报，6月5日0-24时，11个市报告无新增本土阳性感染者。11个市报告新增确诊病1例。其中境外输入1例（由此前境外输入的无症状感染者转为确诊）；无本土病例。当日无新增治愈出院病例，现有确诊病例20例。11个市报告新增无症状感染者2例。其中境外输入2例（厄尔多瓜输入1例，加拿大输入1例）；无本土病例。当日解除医学观察的无症状感染者29例，尚在医学观察的无症状感染者235例。
6月7日，浙江省卫健委通报，6月6日0-24时，11个市报告新增本土阳性1例，为集中隔离点检出，已落实管控措施。11个市报告无新增确诊病例。当日新增治愈出院病例6例，现有确诊病例14例。11个市报告新增无症状感染者4例。其中境外输入3例（美国输入2例，英国输入1例）；本土1例（嘉兴市）。当日解除医学观察的无症状感染者9例，尚在医学观察的无症状感染者230例。
6月8日，浙江省卫健委通报，6月7日0-24时，11个市报告新增本土阳性2例，其中集中隔离点检出1例、卡口拦截1例，均已落实管控措施。11个市报告无新增确诊病例。当日新增治愈出院病例2例，现有确诊病例12例。11个市报告新增无症状感染者9例。其中境外输入7例（韩国输入1例，英国输入1例，芬兰输入1例，塞尔维亚输入1例，摩洛哥输入1例，秘鲁输入1例，智利输入1例）；本土2例（杭州市）。当日解除医学观察的无症状感染者21例，尚在医学观察的无症状感染者218例。
6月9日，浙江省卫健委通报，6月8日0-24时，11个市报告无新增本土阳性感染者。11个市报告无新增确诊病例。当日新增治愈出院病例1例，现有确诊病例11例。11个市报告新增无症状感染者3例。其中境外输入3例（韩国输入2例，文莱输入1例）；无本土病例。当日解除医学观察的无症状感染者21例，尚在医学观察的无症状感染者200例。
6月10日，浙江省卫健委通报，6月9日0-24时，11个市报告无新增本土阳性感染者。11个市报告无新增确诊病例。当日新增治愈出院病例2例，现有确诊病例9例。11个市报告新增无症状感染者8例。其中境外输入8例（埃及输入6例，日本输入1例，中国香港输入1例）；无本土无症状感染者。当日解除医学观察的无症状感染者10例，尚在医学观察的无症状感染者198例。
6月11日，浙江省卫健委通报，6月10日0-24时，11个市报告无新增本土阳性感染者。11个市报告无新增确诊病例。当日无新增治愈出院病例，现有确诊病例9例。11个市报告新增无症状感染者2例。其中境外输入2例（泰国输入1例，英国输入1例）；无本土无症状感染者。当日解除医学观察的无症状感染者27例，尚在医学观察的无症状感染者173例。
6月12日，浙江省卫健委通报，6月11日0-24时，11个市报告无新增本土阳性感染者。11个市报告无新增确诊病例。当日无新增治愈出院病例，现有确诊病例9例。11个市报告新增无症状感染者8例。其中境外输入8例（巴拿马输入2例，日本输入2例，乌干达输入1例，圭亚那输入1例，巴西输入1例，英国输入1例）；无本土无症状感染者。当日解除医学观察的无症状感染者18例，尚在医学观察的无症状感染者163例。
6月13日，浙江省卫健委通报，6月12日0-24时，11个市报告新增本土阳性1例，为集中隔离点检出，已落实管控措施。11个市报告新增确诊病例3例。其中境外输入3例（均由此前境外输入的无症状感染者转为确诊）；无本土病例。当日无新增治愈出院病例，现有确诊病例12例。11个市报告新增无症状感染者3例。其中境外输入2例（美国输入1例，泰国输入1例）；本土1例（台州市）。当日解除医学观察的无症状感染者14例，尚在医学观察的无症状感染者149例。
6月14日，浙江省卫健委通报，6月13日0-24时，11个市报告新增本土阳性1例，为集中隔离点检出，已落实管控措施。11个市报告无新增确诊病例。当日新增治愈出院病例1例，现有确诊病例11例。11个市报告新增无症状感染者6例。其中境外输入5例（阿根廷输入1例，巴拿马输入1例，巴西输入1例，圭亚那输入1例，加纳输入1例）；本土1例（杭州市）。当日解除医学观察的无症状感染者14例，尚在医学观察的无症状感染者141例。
6月15日，浙江省卫健委通报，6月14日0-24时，11个市报告新增本土阳性1例，为集中隔离点检出，已落实管控措施。11个市报告新增确诊病例2例。其中境外输入病例2例（均由此前境外输入的无症状感染者转为确诊）；无本土病例。当日无新增治愈出院病例，现有确诊病例13例。11个市报告新增无症状感染者19例。其中境外输入18例（加拿大输入8例，英国输入6例，芬兰输入2例，墨西哥输入1例，塞尔维亚输入1例）；本土1例（台州市）。当日解除医学观察的无症状感染者25例，尚在医学观察的无症状感染者133例。
6月16日，浙江省卫健委通报，6月15日0-24时，11个市报告无新增本土阳性感染者。11个市报告新增确诊病例2例。其中境外输入病例2例（均由此前境外输入的无症状感染者转为确诊）；无本土病例。当日新增治愈出院病例2例，现有确诊病例13例。
11个市报告新增无症状感染者4例。其中境外输入4例（芬兰输入1例，日本输入1例，泰国输入1例，文莱输入1例）；无本土无症状感染者。当日解除医学观察的无症状感染者5例，尚在医学观察的无症状感染者130例。
6月17日，浙江省卫健委通报，6月16日0-24时，11个市报告无新增本土阳性感染者。11个市报告新增确诊病例1例。其中境外输入病例1例（由此前境外输入的无症状感染者转为确诊）；无本土病例。当日无新增治愈出院病例，现有确诊病例14例。11个市报告新增无症状感染者6例。其中境外输入6例（英国输入1例，奥地利输入1例，埃及输入1例，日本输入1例，芬兰输入1例，英国输入1例）；无本土无症状感染者。当日解除医学观察的无症状感染者17例，尚在医学观察的无症状感染者118例。
6月18日，浙江省卫健委通报，6月17日0-24时，11个市报告无新增本土阳性感染者。11个市报告无新增确诊病例。当日无新增治愈出院病例，现有确诊病例14例。11个市报告新增无症状感染者3例。其中境外输入3例（加拿大输入1例，希腊输入1例，南苏丹输入1例）；无本土无症状感染者。当日解除医学观察的无症状感染者3例，尚在医学观察的无症状感染者118例。
6月19日，浙江省卫健委通报，6月18日0-24时，11个市报告新增本土阳性1例，为集中隔离点检出，已落实管控措施。11个市报告无新增确诊病例。当日无新增治愈出院病例，现有确诊病例14例。11个市报告新增无症状感染者5例。其中境外输入4例（英国输入1例，新加坡输入1例，泰国输入1例，波兰输入1例）；本土1例（嘉兴市）。当日解除医学观察的无症状感染者7例，尚在医学观察的无症状感染者116例。
6月20日，浙江省卫健委通报，6月19日0-24时，11个市报告无新增本土阳性感染者。11个市报告无新增确诊病例。当日无新增治愈出院病例，现有确诊病例14例。11个市报告新增无症状感染者14例。其中境外输入14例（印度尼西亚输入9例，荷兰输入1例，日本输入1例，英国输入1例，西班牙输入1例，澳大利亚输入1例）；无本土无症状感染者。当日解除医学观察的无症状感染者4例，尚在医学观察的无症状感染者126例。
6月21日，浙江省卫健委通报，6月20日0-24时，11个市报告无新增本土阳性感染者。11个市报告新增确诊病例2例。其中境外输入病例2例（均由此前境外输入的无症状感染者转为确诊）；无本土病例。当日无新增治愈出院病例，现有确诊病例16例。11个市报告新增无症状感染者17例。其中境外输入17例（加拿大输入13例，美国输入1例，墨西哥输入1例，挪威输入1例，日本输入1例）；无本土无症状感染者。当日解除医学观察的无症状感染者3例，尚在医学观察的无症状感染者138例。
6月22日，浙江省卫健委通报，6月21日0-24时，11个市报告无新增本土阳性感染者。11个市报告新增确诊病例1例。其中境外输入病例1例（由此前境外输入的无症状感染者转为确诊）；无本土病例。当日无新增治愈出院病例，现有确诊病例17例。11个市报告新增无症状感染者14例。其中境外输入14例（英国输入8例，加拿大输入2例，爱尔兰输入1例，芬兰输入1例，摩洛哥输入1例，日本输入1例）；无本土无症状感染者。当日解除医学观察的无症状感染者11例，尚在医学观察的无症状感染者140例。
6月23日，浙江省卫健委通报，6月22日0-24时，11个市报告无新增本土阳性感染者。11个市无新增确诊病例。当日无新增治愈出院病例，现有确诊病例17例。11个市报告新增无症状感染者6例。其中境外输入6例（加拿大输入1例，墨西哥输入1例，荷兰输入1例，英国输入1例，德国输入1例，韩国输入1例）；无本土无症状感染者。当日解除医学观察的无症状感染者14例，尚在医学观察的无症状感染者132例。
6月24日，浙江省卫健委通报，6月23日0-24时，11个市报告无新增本土阳性感染者。11个市报告无新增确诊病例。当日新增治愈出院病例1例，现有确诊病例16例。11个市报告新增无症状感染者12例。其中境外输入12例（英国输入3例，埃及输入3例，加拿大输入2例，卢旺达输入1例，摩洛哥输入1例，韩国输入1例，墨西哥输入1例）；无本土无症状感染者。当日解除医学观察的无症状感染者18例，尚在医学观察的无症状感染者126例。
6月25日，浙江省卫健委通报，6月24日0-24时，11个市报告无新增本土阳性感染者。11个市报告新增确诊病例2例。其中境外输入病例2例（墨西哥输入1例，由此前境外输入的无症状感染者转为确诊1例）；无本土病例。当日新增治愈出院病例4例，现有确诊病例14例。11个市报告新增无症状感染者1例。其中境外输入1例（英国输入）；无本土无症状感染者。当日解除医学观察的无症状感染者13例，尚在医学观察的无症状感染者113例。
6月26日，浙江省卫健委通报，6月25日0-24时，11个市报告无新增本土阳性感染者。11个市报告无新增确诊病例。当日无新增治愈出院病例，现有确诊病例14例。11个市报告新增无症状感染者6例。其中境外输入6例（加拿大输入1例，圭亚那输入1例，匈牙利输入1例，瑞士输入1例，马耳他输入1例，尼日利亚输入1例）；无本土无症状感染者。当日解除医学观察的无症状感染者1例，尚在医学观察的无症状感染者118例。
6月27日，浙江省卫健委通报，6月26日0-24时，11个市报告无新增本土阳性感染者。11个市报告新增确诊病例2例。其中境外输入病例2例（均由此前境外输入的无症状感染者转为确诊）；无本土病例。当日新增治愈出院病例1例，现有确诊病例15例。
11个市报告新增无症状感染者3例。其中境外输入3例（英国输入2例，马耳他输入1例）；无本土无症状感染者。当日解除医学观察的无症状感染者8例，尚在医学观察的无症状感染者111例。
6月28日，浙江省卫健委通报，6月27日0-24时，11个市报告无新增本土阳性感染者。11个市报告新增确诊病例1例。其中境外输入病例1例（由此前境外输入的无症状感染者转为确诊）；无本土病例。当日新增治愈出院病例3例，现有确诊病例13例。11个市报告新增无症状感染者9例。其中境外输入9例（加拿大输入7例，尼日利亚输入1例，摩洛哥输入1例）；无本土无症状感染者。当日解除医学观察的无症状感染者7例，尚在医学观察的无症状感染者112例。
6月29日，浙江省卫健委通报，6月28日0-24时，11个市报告无新增本土阳性感染者。11个市报告无新增确诊病例。当日新增治愈出院病例2例，现有确诊病例11例。11个市报告新增无症状感染者15例。其中境外输入15例（英国输入8例，加拿大输入2例，美国输入2例，芬兰输入1例，格鲁吉亚输入1例，中国香港输入1例）；无本土无症状感染者。当日解除医学观察的无症状感染者4例，尚在医学观察的无症状感染者123例。
6月30日，浙江省卫健委通报，6月29日0-24时，11个市报告无新增本土阳性感染者。11个市报告无新增确诊病例。当日新增治愈出院病例3例，现有确诊病例8例。11个市报告新增无症状感染者9例。其中境外输入9例（英国输入3例，加拿大输入1例，文莱输入1例，印度尼西亚输入1例，哥伦比亚输入1例，韩国输入1例，瑞士输入1例）；无本土无症状感染者。当日解除医学观察的无症状感染者10例，尚在医学观察的无症状感染者122例。

### 7月份
7月1日，浙江省卫健委通报，6月30日0-24时，11个市报告新增本土阳性感染者2例，其中集中隔离点检出1例、社区筛查1例，均已落实管控措施。11个市报告新增确诊病例2例。其中境外输入病例2例（均由此前境外输入的无症状感染者转为确诊）；无本土病例。当日无新增治愈出院病例，现有确诊病例10例。11个市报告新增无症状感染者9例。其中境外输入7例（英国输入2例，美国输入1例，秘鲁输入1例，罗马尼亚输入1例，文莱输入1例，日本输入1例）；本土2例（嘉兴市1例，金华市1例）。当日解除医学观察的无症状感染者63例，尚在医学观察的无症状感染者66例。
7月2日，浙江省卫健委通报，7月1日0-24时，11个市报告新增本土阳性感染者3例，其中集中隔离点检出1例、社区筛查2例，均已落实管控措施。11个市报告新增确诊病例2例。其中境外输入病例2例（柬埔寨输入）；无本土病例。当日新增治愈出院病例1例，现有确诊病例11例。11个市报告新增无症状感染者3例。其中无境外输入无症状感染者；本土3例（杭州市2例，金华市1例）。当日解除医学观察的无症状感染者8例，尚在医学观察的无症状感染者61例。
7月3日，浙江省卫健委通报，7月2日0-24时，11个市报告新增本土阳性感染者3例，均为集中隔离点检出，均已落实管控措施。11个市报告无新增确诊病例。当日无新增治愈出院病例，现有确诊病例11例。11个市报告新增无症状感染者8例。其中境外输入5例（英国输入2例，匈牙利输入1例，新加坡输入1例，柬埔寨输入1例）；本土3例（杭州市1例，金华市2例）。当日解除医学观察的无症状感染者2例，尚在医学观察的无症状感染者67例。
7月4日，浙江省卫健委通报，7月3日0-24时，11个市报告新增本土阳性感染者2例，均为集中隔离点检出，均已落实管控措施。11个市报告新增确诊病例2例。其中境外输入病例2例（新加坡输入）；无本土病例。当日无新增治愈出院病例，现有确诊病例13例。11个市报告新增无症状感染者4例。其中境外输入2例（阿联酋输入1例，柬埔寨输入1例）；本土2例（杭州市1例，金华市1例）。当日解除医学观察的无症状感染者5例，尚在医学观察的无症状感染者66例。
7月5日，浙江省卫健委通报，7月4日0-24时，11个市报告无新增本土阳性感染者。11个市报告新增确诊病例1例。其中境外输入病例1例（由此前境外输入的无症状感染者转为确诊）；无本土病例。当日新增治愈出院病例2例，现有确诊病例12例。11个市报告新增无症状感染者1例。其中境外输入1例（阿联酋输入）；无本土无症状感染者。当日解除医学观察的无症状感染者4例，尚在医学观察的无症状感染者62例。
7月6日，浙江省卫健委通报，7月5日0-24时，11个市报告无新增本土阳性感染者。11个市报告新增确诊病例3例。其中境外输入病例1例（由此前境外输入的无症状感染者转为确诊）；本土病例2例（杭州市），均为此前的无症状感染者转为确诊，当日无新增确诊病例。当日无新增治愈出院病例，现有确诊病例15例。11个市报告新增无症状感染者1例。其中境外输入1例（巴西输入）；无本土无症状感染者。当日解除医学观察的无症状感染者2例，尚在医学观察的无症状感染者58例。
7月7日，浙江省卫健委通报，7月6日0-24时，11个市报告无新增本土阳性感染者。11个市报告无新增确诊病例。当日无新增治愈出院病例，现有确诊病例15例。11个市报告新增无症状感染者6例。其中境外输入6例（韩国输入1例，德国输入1例，奥地利输入1例，英国输入1例，法国输入1例，阿联酋输入1例）；无本土无症状感染者。当日解除医学观察的无症状感染者1例，尚在医学观察的无症状感染者63例。
7月8日，浙江省卫健委通报，7月7日0-24时，11个市报告无新增本土阳性感染者。11个市报告新增确诊病例1例。其中境外输入病例1例（由此前境外输入的无症状感染者转为确诊）；无本土病例。当日无新增治愈出院病例，现有确诊病例16例。11个市报告新增无症状感染者2例。其中境外输入2例（英国输入1例，德国输入1例）；无本土无症状感染者。当日解除医学观察的无症状感染者4例，尚在医学观察的无症状感染者60例。
7月9日，浙江省卫健委通报，7月8日0-24时，11个市报告新增本土阳性2例，其中社区筛查1例、主动就诊1例，均已落实管控措施。11个市报告新增确诊病例1例。其中无境外输入病例；本土病例1例（杭州市），当日新检出确诊为1例。当日无新增治愈出院病例，现有确诊病例17例。　11个市报告新增无症状感染者3例。其中境外输入2例（德国输入1例，哥斯达黎加输入1例）；本土1例（杭州市）。当日解除医学观察的无症状感染者3例，尚在医学观察的无症状感染者60例。
7月10日，浙江省卫健委通报，7月9日0-24时，11个市报告新增本土阳性3例，其中集中隔离点检出1例、卡口拦截1例、社区筛查1例，均已落实管控措施。11个市报告新增确诊病例1例。其中无境外输入病例；本土病例1例（舟山市），当日新检出确诊为1例。当日新增治愈出院病例1例，现有确诊病例17例。11个市报告新增无症状感染者6例。其中境外输入4例（哥斯达黎加输入2例，韩国输入1例，印度输入1例）；本土2例（杭州市1例，绍兴市1例）。当日解除医学观察的无症状感染者1例，尚在医学观察的无症状感染者65例。
7月11日，浙江省卫健委通报，7月10日0-24时，11个市报告新增本土阳性1例，为主动就诊发现，已落实管控措施。11个市报告新增确诊病例2例。其中境外输入病例1例（哥斯达黎加输入）；本土病例1例（杭州市），当日新检出确诊为1例。当日新增治愈出院病例1例，现有确诊病例18例。11个市报告新增无症状感染者2例。其中境外输入2例（哥斯达黎加输入1例，中国香港输入1例）；无本土无症状感染者。当日解除医学观察的无症状感染者4例，尚在医学观察的无症状感染者62例。
7月12日，浙江省卫健委通报，7月11日0-24时，11个市报告新增本土阳性1例，为集中隔离点检出，已落实管控措施。11个市报告新增确诊病例2例。其中无境外输入病例；本土病例2例（绍兴市1例，舟山市1例），其中1例为此前的无症状感染者转为确诊（绍兴市），当日新检出确诊为1例。当日新增治愈出院病例1例，现有确诊病例19例。11个市报告新增无症状感染者9例。其中境外输入9例（日本输入6例，法国1例，德国1例，哥斯达黎加输入1例）；无本土无症状感染者。当日解除医学观察的无症状感染者8例，尚在医学观察的无症状感染者62例。
7月13日，浙江省卫健委通报，7月12日0-24时，11个市报告无新增本土阳性感染者。11个市报告新增确诊病例1例。其中境外输入病例1例（韩国输入）；无本土病例。当日无新增治愈出院病例，现有确诊病例20例。11个市报告新增无症状感染者6例。其中境外输入6例（英国输入2例，日本输入1例，加拿大输入1例，韩国输入1例，阿联酋输入1例）；无本土无症状感染者。当日解除医学观察的无症状感染者2例，尚在医学观察的无症状感染者66例。
7月14日，浙江省卫健委通报，7月13日0-24时，11个市报告无新增本土阳性感染者。11个市报告无新增确诊病例。当日无新增治愈出院病例，现有确诊病例20例。11个市报告新增无症状感染者11例。其中境外输入11例（日本输入3例，尼日利亚输入3例，英国输入1例，塞尔维亚输入1例，美国输入1例，保加利亚输入1例，阿联酋输入1例）；无本土无症状感染者。当日解除医学观察的无症状感染者3例，尚在医学观察的无症状感染者74例。
7月15日，浙江省卫健委通报，7月14日0-24时，11个市报告无新增本土阳性感染者。11个市报告新增确诊病例2例。其中境外输入病例2例（均由此前境外输入的无症状感染者转为确诊）；无本土病例。当日新增治愈出院病例1例，现有确诊病例21例。11个市报告新增无症状感染者6例。其中境外输入6例（日本输入4例，英国输入1例，韩国输入1例）；无本土无症状感染者。当日解除医学观察的无症状感染者8例，尚在医学观察的无症状感染者70例。
7月16日，浙江省卫健委通报，7月15日0-24时，11个市报告无新增本土阳性感染者。11个市报告新增确诊病例11例。其中境外输入病例11例（越南输入8例，由此前境外输入的无症状感染者转为确诊3例）；无本土病例。当日新增治愈出院病例2例，现有确诊病例30例。11个市报告新增无症状感染者3例。其中境外输入3例（越南输入1例，埃及输入1例，美国输入1例）；无本土无症状感染者。当日解除医学观察的无症状感染者4例，尚在医学观察的无症状感染者66例。
7月17日，浙江省卫健委通报，7月16日0-24时，11个市报告新增本土阳性1例，为集中隔离点检出，已落实管控措施。11个市报告新增确诊病例1例。其中无境外输入病例；本土病例1例（宁波市），当日新检出确诊为1例。当日新增治愈出院病例2例，现有确诊病例29例。11个市报告新增无症状感染者6例。其中境外输入6例（美国输入2例，英国输入1例，日本输入1例，爱尔兰输入1例，卢旺达输入1例）；无本土无症状感染者。当日解除医学观察的无症状感染者5例，尚在医学观察的无症状感染者67例。
7月18日，浙江省卫健委通报，7月17日0-24时，11个市报告无新增本土阳性感染者。11个市报告新增确诊病例2例。其中境外输入病例2例（日本输入1例，墨西哥输入1例）；无本土病例。当日新增治愈出院病例1例，现有确诊病例30例。11个市报告新增无症状感染者3例。其中境外输入3例（美国输入1例，土耳其输入1例，意大利输入1例）；无本土无症状感染者。当日解除医学观察的无症状感染者5例，尚在医学观察的无症状感染者65例。
7月19日，浙江省卫健委通报，7月18日0-24时，11个市报告新增本土阳性感染者1例，为集中隔离点检出，已落实管控措施。11个市报告新增确诊病例1例。其中境外输入病例1例（由此前境外输入的无症状感染者转为确诊）；无本土病例。当日新增治愈出院病例1例，现有确诊病例30例。11个市报告新增无症状感染者7例。其中境外输入6例（美国输入1例，日本输入1例，马来西亚输入1例，赞比亚输入1例，乌兹别克斯坦输入1例，奥地利输入1例）；本土1例（嘉兴市）。当日解除医学观察的无症状感染者8例，尚在医学观察的无症状感染者63例。
7月20日，浙江省卫健委通报，7月19日0-24时，11个市报告无新增本土阳性感染者。11个市报告新增确诊病例1例。其中境外输入病例1例（韩国输入）；无本土病例。当日新增治愈出院病例1例，现有确诊病例30例。11个市报告新增无症状感染者1例。其中境外输入1例（中国香港输入）；无本土无症状感染者。当日解除医学观察的无症状感染者5例，尚在医学观察的无症状感染者59例。
7月21日，浙江省卫健委通报，7月20日0-24时，11个市报告无新增本土阳性感染者。11个市报告无新增确诊病例。当日新增治愈出院病例1例，现有确诊病例29例。11个市报告新增无症状感染者2例。其中境外输入2例（韩国输入1例，新加坡输入1例）；无本土无症状感染者。当日解除医学观察的无症状感染者5例，尚在医学观察的无症状感染者56例。
7月22日，浙江省卫健委通报，7月21日0-24时，11个市报告无新增本土阳性感染者。11个市报告新增确诊病例1例。其中境外输入病例1例（由此前境外输入的无症状感染者转为确诊）；无本土病例。当日新增治愈出院病例2例，现有确诊病例28例。11个市报告新增无症状感染者6例。其中境外输入6例（日本输入2例，奥地利输入1例，韩国输入1例，利比亚输入1例，英国输入1例）；无本土无症状感染者。当日解除医学观察的无症状感染者2例，尚在医学观察的无症状感染者59例。
7月23日，浙江省卫健委通报，7月22日0-24时，11个市报告无新增本土阳性感染者。11个市报告无新增确诊病例。当日新增治愈出院病例2例，现有确诊病例26例。11个市报告新增无症状感染者3例。其中境外输入3例（美国输入1例，巴西输入1例，埃及输入1例）；无本土无症状感染者。当日解除医学观察的无症状感染者2例，尚在医学观察的无症状感染者60例。
7月24日，浙江省卫健委通报，7月23日0-24时，11个市报告无新增本土阳性感染者。11个市报告新增确诊病例2例。其中境外输入病例2例（意大利输入）；无本土病例。当日新增治愈出院病例4例，现有确诊病例24例。11个市报告新增无症状感染者3例。其中境外输入3例（意大利输入2例，埃及输入1例）；无本土无症状感染者。当日解除医学观察的无症状感染者1例，尚在医学观察的无症状感染者62例。
7月25日，浙江省卫健委通报，7月24日0-24时，11个市报告无新增本土阳性感染者。11个市报告无新增确诊病例。当日无新增治愈出院病例，现有确诊病例24例。11个市报告新增无症状感染者2例。其中境外输入2例（英国输入1例，日本输入1例）；无本土无症状感染者。当日解除医学观察的无症状感染者5例，尚在医学观察的无症状感染者59例。
7月26日，浙江省卫健委通报，7月25日0-24时，11个市报告新增本土阳性1例，为集中隔离点检出，已落实管控措施。11个市报告新增确诊病例3例。其中境外输入病例3例（均由此前境外输入的无症状感染者转为确诊）；无本土病例。当日新增治愈出院病例2例，现有确诊病例25例。11个市报告新增无症状感染者4例。其中境外输入3例（美国输入2例，埃及输入1例）；本土1例（杭州市）。当日解除医学观察的无症状感染者8例，尚在医学观察的无症状感染者52例。
7月27日，浙江省卫健委通报，7月26日0-24时，11个市报告新增本土阳性1例，为社区筛查发现，已落实管控措施。11个市报告无新增确诊病例。当日新增治愈出院病例2例，现有确诊病例23例。11个市报告新增无症状感染者5例。其中境外输入4例（英国输入3例，韩国输入1例）；本土1例（台州市）。当日解除医学观察的无症状感染者5例，尚在医学观察的无症状感染者52例。
7月28日，浙江省卫健委通报，7月27日0-24时，11个市报告无新增本土阳性感染者。11个市报告新增确诊病例1例。其中境外输入病例1例（韩国输入）；无本土病例。当日新增治愈出院病例1例，现有确诊病例23例。11个市报告新增无症状感染者2例。其中境外输入2例（韩国输入）；无本土无症状感染者。当日解除医学观察的无症状感染者13例，尚在医学观察的无症状感染者41例。
7月29日，浙江省卫健委通报，7月28日0-24时，11个市报告无新增本土阳性感染者。11个市报告无新增确诊病例。当日无新增治愈出院病例，现有确诊病例23例。11个市报告新增无症状感染者2例。其中境外输入2例（巴西输入1例，葡萄牙输入1例）；无本土无症状感染者。当日解除医学观察的无症状感染者7例，尚在医学观察的无症状感染者36例。
7月30日，浙江省卫健委通报，7月29日0-24时，11个市报告无新增本土阳性感染者。11个市报告无新增确诊病例。当日新增治愈出院病例1例，现有确诊病例22例。11个市报告新增无症状感染者4例。其中境外输入4例（韩国输入2例，美国输入1例，埃及输入1例）；无本土无症状感染者。当日解除医学观察的无症状感染者2例，尚在医学观察的无症状感染者38例。
7月31日，浙江省卫健委通报，7月30日0-24时，11个市报告无新增本土阳性感染者。11个市报告无新增确诊病例。当日新增治愈出院病例2例，现有确诊病例20例。11个市报告新增无症状感染者1例。其中境外输入1例（尼日利亚输入）；无本土无症状感染者。当日解除医学观察的无症状感染者1例，尚在医学观察的无症状感染者38例。

### 8月份
8月1日，浙江省卫健委通报，7月31日0-24时，11个市报告无新增本土阳性感染者。11个市报告无新增确诊病例。当日新增治愈出院病例2例，现有确诊病例18例。11个市报告新增无症状感染者6例。其中境外输入6例（利比里亚输入2例，巴西输入1例，韩国输入1例，美国输入1例，巴基斯坦输入1例）；无本土无症状感染者。当日解除医学观察的无症状感染者3例，尚在医学观察的无症状感染者41例。
8月2日，浙江省卫健委通报，8月1日0-24时，11个市报告无新增本土阳性感染者。11个市报告无新增确诊病例。当日无新增治愈出院病例，现有确诊病例18例。11个市报告新增无症状感染者6例。其中境外输入6例（韩国输入4例，利比里亚输入1例，中国香港输入1例）；无本土无症状感染者。当日解除医学观察的无症状感染者1例，尚在医学观察的无症状感染者46例。
8月3日，浙江省卫健委通报，8月2日0-24时，11个市报告新增本土阳性4例，均为集中隔离点检出，均已落实管控措施。11个市报告新增确诊病例1例。其中境外输入病例1例（韩国输入）；无本土病例。当日新增治愈出院病例3例，现有确诊病例16例。11个市报告新增无症状感染者6例。其中境外输入2例（沙特阿拉伯输入1例，英国输入1例）；本土4例（金华市）。当日解除医学观察的无症状感染者5例，尚在医学观察的无症状感染者47例。
8月4日，浙江省卫健委通报，8月3日0-24时，11个市报告新增本土阳性50例，其中集中隔离点检出9例、社区筛查40例、主动就诊1例，均已落实管控措施。11个市报告新增确诊病例9例。其中无境外输入病例；本土病例9例（金华市），其中4例为此前的无症状感染者转为确诊（金华市），当日新检出确诊为5例。当日新增治愈出院病例3例，现有确诊病例22例。11个市报告新增无症状感染者50例。其中境外输入5例（韩国输入3例，巴基斯坦输入1例，阿根廷输入1例）；本土45例（绍兴市2例，金华市43例）。当日解除医学观察的无症状感染者2例，尚在医学观察的无症状感染者91例。
8月5日，浙江省卫健委通报，8月4日0-24时，11个市报告新增本土阳性57例，其中集中隔离点检出13例、居家隔离检出7例、社区筛查29例、主动就诊8例，均已落实管控措施。11个市报告新增确诊病例13例。其中境外输入病例1例（新西兰）；本土病例12例（金华市11例，丽水市1例），其中9例为此前的无症状感染者转为确诊（金华市），当日新检出确诊为3例。当日新增治愈出院病例3例，现有确诊病例32例。11个市报告新增无症状感染者56例。其中境外输入2例（美国输入1例，英国输入1例）；本土54例（金华市）。当日解除医学观察的无症状感染者6例，尚在医学观察的无症状感染者132例。當天起义乌市内公交线路停运3天。
8月6日，浙江省卫健委通报，8月5日0-24时，11个市报告新增本土阳性95例，其中集中隔离点检出75例、居家隔离检出13例、社区筛查7例，均已落实管控措施。11个市报告新增确诊病例7例。其中无境外输入病例；本土病例7例（金华市），均为此前的无症状感染者转为确诊，当日无新检出确诊病例。当日无新增治愈出院病例，现有确诊病例39例。11个市报告新增无症状感染者99例。其中境外输入4例（韩国输入3例，肯尼亚输入1例）；本土95例（温州市1例，金华市93例，衢州市1例）。当日无解除医学观察的无症状感染者，尚在医学观察的无症状感染者224例。
8月7日，浙江省卫健委通报，8月6日0-24时，11个市报告新增本土阳性71例，其中集中隔离点检出69例、居家隔离检出2例，均已落实管控措施。11个市报告新增确诊病例4例。其中境外输入病例1例（由此前境外输入的无症状感染者转为确诊）；本土病例3例（金华市），其中1例为此前的无症状感染者转为确诊（金华市），当日新检出确诊病例2例。当日新增治愈出院病例1例，现有确诊病例42例。11个市报告新增无症状感染者71例。其中境外输入2例（马来西亚输入）；本土69例（金华市）。当日解除医学观察的无症状感染者4例，尚在医学观察的无症状感染者289例。
8月8日，浙江省卫健委通报，8月7日0-24时，11个市报告新增本土阳性82例，其中集中隔离点检出78例、居家隔离检出4例，均已落实管控措施。11个市报告新增确诊病例4例。其中无境外输入病例；本土病例4例（金华市3例，衢州市1例），均为此前的无症状感染者转为确诊，当日无新检出确诊。当日无新增治愈出院病例，现有确诊病例46例。11个市报告新增无症状感染者88例。其中境外输入6例（西班牙输入2例，韩国输入2例，越南输入1例，中国香港输入1例）；本土82例（金华市81例，衢州市1例）。当日解除医学观察的无症状感染者3例，尚在医学观察的无症状感染者370例。
8月9日，浙江省卫健委通报，8月8日0-24时，11个市报告新增本土阳性67例，其中集中隔离点检出61例、居家隔离检出5例、社区筛查1例，均已落实管控措施。11个市报告无新增确诊病例。当日新增治愈出院病例3例，现有确诊病例43例。11个市报告新增无症状感染者71例。其中境外输入4例（英国输入1例，马拉维输入1例，几内亚输入1例，德国输入1例）；本土67例（金华市）。当日解除医学观察的无症状感染者2例，尚在医学观察的无症状感染者439例。
8月10日，浙江省卫健委通报，8月9日0-24时，11个市报告新增本土阳性49例，其中集中隔离点检出33例、居家隔离检出1例、社区筛查7例、单位筛查5例、主动就诊3例，均已落实管控措施。11个市报告新增确诊病例5例。其中无境外输入病例；本土病例5例（金华市4例，衢州市1例），均为此前的无症状感染者转为确诊，当日无新检出确诊病例。当日无新增治愈出院病例，现有确诊病例48例。11个市报告新增无症状感染者60例。其中境外输入11例（韩国输入8例，厄瓜多尔输入2例，英国输入1例）；本土49例（金华市）。当日解除医学观察的无症状感染者3例，尚在医学观察的无症状感染者491例。
8月11日，浙江省卫健委通报，8月10日0-24时，11个市报告新增本土阳性59例，其中集中隔离点检出46例、管控区社区筛查13例，均已落实管控措施。11个市报告新增确诊病例12例。其中境外输入病例1例（韩国输入）；本土病例11例（温州市1例，金华市10例），其中8例为此前的无症状感染者转为确诊（金华市），当日新检出确诊为3例。当日无新增治愈出院病例，现有确诊病例60例。11个市报告新增无症状感染者64例。其中境外输入8例（韩国输入3例，新加坡输入2例，墨西哥输入1例，印度输入1例，台湾输入1例）；本土56例（金华市）。当日解除医学观察的无症状感染者5例，尚在医学观察的无症状感染者542例。當天义乌实行3天临时性全域静默管理。
8月12日，浙江省卫健委通报，8月11日0-24时，11个市报告新增本土阳性60例，其中集中隔离点检出51例、居家隔离检出9例，均已落实管控措施。11个市报告新增确诊病例1例。其中境外输入病例1例（由此前境外输入的无症状感染者转为确诊）；无本土病例。当日无新增治愈出院病例，现有确诊病例61例。11个市报告新增无症状感染者77例。其中境外输入17例（印度输入14例，韩国输入3例）；本土60例（金华市）。当日解除医学观察的无症状感染者2例，尚在医学观察的无症状感染者616例。
8月13日，浙江省卫健委通报，8月12日0-24时，11个市报告新增本土阳性39例，其中集中隔离点检出29例、居家隔离检出9例、社区筛查1例，均已落实管控措施。11个市报告新增确诊病例7例。其中无境外输入病例；本土病例7例（金华市），其中5例为此前的无症状感染者转为确诊，当日新检出确诊为2例。当日无新增治愈出院病例，现有确诊病例68例。11个市报告新增无症状感染者41例。其中境外输入4例（埃及输入1例，肯尼亚输入1例，几内亚输入1例，伊拉克输入1例）；本土37例（嘉兴市1例，金华市36例）。当日解除医学观察的无症状感染者1例，尚在医学观察的无症状感染者651例。
8月14日，浙江省卫健委通报，8月13日0-24时，11个市报告新增本土阳性45例，其中集中隔离点检出35例、卡口拦截4例、社区筛查6例，均已落实管控措施。11个市报告新增确诊病例24例。其中无境外输入病例；本土病例24例（温州市2例，嘉兴市2例，金华市20例），其中21例为此前的无症状感染者转为确诊（嘉兴市1例，金华市20例），当日新检出确诊为3例。当日新增治愈出院病例1例，现有确诊病例91例。11个市报告新增无症状感染者48例。其中境外输入6例（日本输入2例，西班牙输入1例，几内亚输入1例，秘鲁输入1例，中国香港输入1例）；本土42例（温州市6例，金华市36例）。当日解除医学观察的无症状感染者23例，尚在医学观察的无症状感染者655例。
8月15日，浙江省卫健委通报，8月14日0-24时，11个市报告新增本土阳性30例，其中集中隔离点检出21例、居家隔离检出9例，均已落实管控措施。11个市报告新增确诊病例8例。其中无境外输入病例；本土病例8例（宁波市1例，金华市7例），其中6例为此前的无症状感染者转为确诊（金华市6例），当日新检出确诊为2例。当日新增治愈出院病例2例，现有确诊病例97例。11个市报告新增无症状感染者36例。其中境外输入8例（马来西亚输入5例，韩国输入2例，墨西哥输入1例）；本土28例（温州市1例，金华市27例）。当日解除医学观察的无症状感染者50例，尚在医学观察的无症状感染者635例。
8月16日，浙江省卫健委通报，8月15日0-24时，11个市报告新增本土阳性42例，均为集中隔离点检出，均已落实管控措施。11个市报告新增确诊病例17例。其中无境外输入病例；本土病例17例（温州市4例，金华市13例），其中13例为此前的无症状感染者转为确诊（金华市13例），当日新检出确诊为4例。当日新增治愈出院病例7例，现有确诊病例107例。11个市报告新增无症状感染者42例。其中境外输入4例（俄罗斯联邦输入1例，几内亚输入1例，西班牙输入1例，越南输入1例）；本土38例（杭州市2例，温州市18例，金华市16例，台州市2例）。当日解除医学观察的无症状感染者43例，尚在医学观察的无症状感染者621例。
8月17日，浙江省卫健委通报，8月16日0-24时，11个市报告新增本土阳性36例，其中集中隔离点检出34例、居家隔离检出1例、社区筛查1例，均已落实管控措施。11个市报告新增确诊病例35例。其中无境外输入病例；本土病例35例（杭州市2例，宁波市4例，温州市25例，金华市1例，台州市3例），其中21例为此前的无症状感染者转为确诊（杭州市2例，温州市16例，金华市1例，台州市2例），当日新检出确诊为14例。当日无新增治愈出院病例，现有确诊病例142例。11个市报告新增无症状感染者32例。其中境外输入10例（马来西亚输入3例，韩国输入2例，美国输入1例，英国输入1例，日本输入1例，俄罗斯联邦输入1例，几内亚输入1例）；本土22例（杭州市1例，温州市4例，金华市17例）。当日解除医学观察的无症状感染者8例，尚在医学观察的无症状感染者624例。
8月18日，浙江省卫健委通报，8月17日0-24时，11个市报告新增本土阳性21例，均为集中隔离点检出，均已落实管控措施。11个市报告新增确诊病例16例。其中境外输入病例2例（韩国输入1例，由此前境外输入的无症状感染者转为确诊1例）；本土病例14例（杭州市1例，宁波市1例，温州市9例，金华市3例），其中6例为此前的无症状感染者转为确诊（杭州市1例，温州市2例，金华市3例），当日新检出确诊为8例。当日新增治愈出院病例8例，现有确诊病例150例。11个市报告新增无症状感染者23例。其中境外输入10例（马来西亚输入5例，韩国输入3例，香港输入1例，澳大利亚输入1例）；本土13例（温州市4例，金华市9例）。当日解除医学观察的无症状感染者14例，尚在医学观察的无症状感染者626例。溫州平陽县实行全域静默管理。
8月19日，浙江省卫健委通报，8月18日0-24时，11个市报告新增本土阳性9例，其中集中隔离点检出8例、社区筛查1例，均已落实管控措施。11个市报告新增确诊病例5例。其中境外输入病例1例（韩国输入）；本土病例4例（温州市），当日新检出确诊为4例。当日新增治愈出院病例5例，现有确诊病例150例。11个市报告新增无症状感染者13例。其中境外输入8例（中国香港输入2例，美国输入1例，英国输入1例，智利输入1例，日本输入1例，几内亚输入1例，马来西亚输入1例）；本土5例（金华市）。当日解除医学观察的无症状感染者26例，尚在医学观察的无症状感染者613例。
8月20日，浙江省卫健委通报，8月19日0-24时，11个市报告新增本土阳性9例，其中集中隔离点检出8例、居家隔离检出1例，均已落实管控措施。11个市报告新增确诊病例4例。其中境外输入病例2例（菲律宾输入）；本土病例2例（宁波市1例，温州市1例），其中1例为此前的无症状感染者转为确诊（温州市），当日新检出确诊为1例。当日新增治愈出院病例2例，现有确诊病例152例。11个市报告新增无症状感染者20例。其中境外输入12例（马来西亚输入8例，美国输入1例，中国香港输入1例，日本输入1例，几内亚输入1例）；本土8例（温州市2例，金华市6例）。当日解除医学观察的无症状感染者9例，尚在医学观察的无症状感染者623例。
8月21日，浙江省卫健委通报，8月20日0-24时，11个市报告新增本土阳性2例，均为集中隔离点检出，均已落实管控措施。11个市报告新增确诊病例1例。其中无境外输入病例；本土病例1例（温州市），为此前的无症状感染者转为确诊，当日无新检出确诊。当日新增治愈出院病例25例，现有确诊病例128例。11个市报告新增无症状感染者15例。其中境外输入13例（日本输入8例，埃及输入1例，中国香港输入1例，韩国输入1例，菲律宾输入1例，西班牙输入1例）；本土2例（温州市1例，金华市1例）。当日解除医学观察的无症状感染者165例，尚在医学观察的无症状感染者472例。
8月22日，浙江省卫健委通报，8月21日0-24时，11个市报告新增本土阳性4例，均为集中隔离点检出，均已落实管控措施。11个市报告新增确诊病例3例。其中境外输入病例1例（由此前境外输入的无症状感染者转为确诊）；本土病例2例（温州市），当日新检出确诊为2例。当日新增治愈出院病例10例，现有确诊病例121例。11个市报告新增无症状感染者13例。其中境外输入11例（墨西哥输入2例，波兰输入1例，马来西亚输入1例，日本输入1例，斯里兰卡输入1例，坦桑尼亚输入1例，西班牙输入1例，新加坡输入1例，英国输入1例，中国香港输入1例）；本土2例（金华市）。当日解除医学观察的无症状感染者61例，尚在医学观察的无症状感染者423例。
8月23日，浙江省卫健委通报，8月22日0-24时，11个市报告新增本土阳性2例，其中集中隔离点检出1例、卡口拦截1例，均已落实管控措施。11个市报告新增确诊病例2例。其中境外输入病例1例（由此前境外输入的无症状感染者转为确诊）；本土病例1例（宁波市），当日新检出确诊为1例。当日新增治愈出院病例11例，现有确诊病例112例。11个市报告新增无症状感染者7例。其中境外输入6例（美国输入1例，英国输入1例，黑山输入1例，土耳其输入1例，新加坡输入1例，荷兰输入1例）；本土1例（金华市）。当日解除医学观察的无症状感染者59例，尚在医学观察的无症状感染者370例。
8月24日，浙江省卫健委通报，8月23日0-24时，11个市报告新增本土阳性1例，为集中隔离点检出，已落实管控措施。11个市报告新增确诊病例2例。其中境外输入病例1例（韩国输入）；本土病例1例（宁波市），当日新检出确诊为1例。当日新增治愈出院病例14例，现有确诊病例100例。11个市报告新增无症状感染者9例。其中境外输入9例（马来西亚输入3例，韩国输入2例，西班牙输入2例，佛得角输入1例，德国输入1例）；无本土无症状感染者。当日解除医学观察的无症状感染者60例，尚在医学观察的无症状感染者319例。
8月25日，浙江省卫健委通报，8月24日0-24时，11个市报告新增本土阳性2例，均为卡口拦截发现，均已落实管控措施。11个市报告无新增确诊病例。当日新增治愈出院病例1例，现有确诊病例99例。11个市报告新增无症状感染者6例。其中境外输入4例（韩国输入3例，美国输入1例）；本土2例（绍兴市）。当日解除医学观察的无症状感染者13例，尚在医学观察的无症状感染者312例。
8月26日，浙江省卫健委通报，8月25日0-24时，11个市报告新增本土阳性2例，均为集中隔离点检出，均已落实管控措施。11个市报告无新增确诊病例。当日新增治愈出院病例7例，现有确诊病例92例。11个市报告新增无症状感染者8例。其中境外输入6例（几内亚输入1例，马来西亚输入1例，智利输入1例，巴巴多斯输入1例，苏里南输入1例，中国香港输入1例）；本土2例（杭州市）。当日解除医学观察的无症状感染者79例，尚在医学观察的无症状感染者241例。
8月27日，浙江省卫健委通报，8月26日0-24时，11个市报告新增本土阳性6例，均为集中隔离点检出，均已落实管控措施。11个市报告新增确诊病例2例。其中境外输入病例2例（韩国输入）；无本土病例。当日新增治愈出院病例4例，现有确诊病例90例。11个市报告新增无症状感染者31例。其中境外输入25例（埃及输入5例，美国输入4例，黑山输入3例，韩国输入2例，马来西亚输入2例，越南输入2例，阿根廷输入1例，埃塞俄比亚输入1例，法国输入1例，几内亚输入1例，墨西哥输入1例，日本输入1例，苏丹输入1例）；本土6例（杭州市）。当日解除医学观察的无症状感染者32例，尚在医学观察的无症状感染者240例。
8月28日，浙江省卫健委通报，8月27日0-24时，11个市报告新增本土阳性1例，为社区筛查发现，已落实管控措施。11个市报告无新增确诊病例。当日新增治愈出院病例5例，现有确诊病例85例。11个市报告新增无症状感染者22例。其中境外输入21例(泰国输入4例，几内亚输入4例，西班牙输入3例，英国输入2例，土耳其输入2例，中国香港输入2例，美国输入1例，文莱输入1例，新加坡输入1例，阿联酋输入1例)；本土1例(杭州市)。当日解除医学观察的无症状感染者42例，尚在医学观察的无症状感染者220例。
8月29日，浙江省卫健委通报，8月28日0-24时，11个市报告无新增本土阳性感染者。11个市报告无新增确诊病例。当日新增治愈出院病例6例，现有确诊病例79例。11个市报告新增无症状感染者23例。其中境外输入23例(几内亚输入5例，韩国输入4例，美国输入2例，英国输入2例，越南输入2例，中国香港输入2例，阿尔及利亚输入1例，巴巴多斯输入1例，格鲁吉亚输入1例，尼日利亚输入1例，泰国输入1例，西班牙输入1例)；无本土无症状感染者。当日解除医学观察的无症状感染者45例，尚在医学观察的无症状感染者198例。
8月30日，浙江省卫健委通报，8月29日0-24时，11个市报告无新增本土阳性感染者。11个市报告无新增确诊病例。当日新增治愈出院病例5例，现有确诊病例74例。11个市报告新增无症状感染者15例。其中境外输入15例(中国香港输入3例，英国输入3例，韩国输入2例，阿根廷输入1例，几内亚输入1例，美国输入1例，斯里兰卡输入1例，巴巴多斯输入1例，泰国输入1例，以色列输入1例)；无本土无症状感染者。当日解除医学观察的无症状感染者27例，尚在医学观察的无症状感染者186例。
8月31日，浙江省卫健委通报，8月30日0-24时，11个市报告无新增本土阳性感染者。11个市报告新增确诊病例1例。其中无境外输入病例；本土病例1例（绍兴市），为此前的无症状感染者转为确诊，当日无新检出确诊。当日新增治愈出院病例8例，现有确诊病例67例。11个市报告新增无症状感染者20例。其中境外输入20例(韩国输入4例，阿根廷输入2例，美国输入2例，澳大利亚输入1例，玻利维亚输入1例，菲律宾输入1例，几内亚输入1例，加蓬输入1例，毛里求斯输入1例，毛里塔尼亚输入1例，墨西哥输入1例，印度输入1例，英国输入1例，越南输入1例，中国香港输入1例)；无本土无症状感染者。当日解除医学观察的无症状感染者40例，尚在医学观察的无症状感染者165例。

### 9月份
9月1日，浙江省卫健委通报，8月31日0-24时，11个市报告新增本土阳性1例，为集中隔离点检出，已落实管控措施。11个市报告无新增确诊病例。当日新增治愈出院病例7例，现有确诊病例60例。11个市报告新增无症状感染者10例。其中境外输入9例(韩国输入2例，葡萄牙输入2例，越南输入2例，美国输入1例，西班牙输入1例，新加坡输入1例)；本土1例（台州市）。当日解除医学观察的无症状感染者30例，尚在医学观察的无症状感染者145例。
9月2日，浙江省卫健委通报，9月1日0-24时，11个市报告新增本土阳性4例，均为集中隔离点检出，均已落实管控措施。11个市报告新增确诊病例3例。其中境外输入病例1例(韩国输入)；本土病例2例(温州市1例，台州市1例)，其中1例为此前的无症状感染者转为确诊（台州市），当日新检出确诊为1例。当日新增治愈出院病例10例，现有确诊病例53例。11个市报告新增无症状感染者10例。其中境外输入7例(越南输入2例，韩国输入2例，日本输入1例，泰国输入1例，伊朗输入1例)；本土3例(温州市)。当日解除医学观察的无症状感染者34例，尚在医学观察的无症状感染者120例。
9月3日，浙江省卫健委通报，9月2日0-24时，11个市报告新增本土阳性3例，其中集中隔离点检出2例、社区筛查1例，均已落实管控措施。11个市报告新增确诊病例4例。其中无境外输入病例；本土病例4例(温州市)，其中3例为此前的无症状感染者转为确诊，当日新检出确诊为1例。当日新增治愈出院病例2例，现有确诊病例55例。11个市报告新增无症状感染者21例。其中境外输入19例(美国输入5例，日本输入5例，韩国输入1例，孟加拉国输入1例，英国输入1例，印度尼西亚输入1例，埃及输入1例，乌干达输入1例，以色列输入1例，越南输入1例，中国香港输入1例)；本土2例(杭州市1例，台州市1例)。当日解除医学观察的无症状感染者12例，尚在医学观察的无症状感染者126例。
9月4日，浙江省卫健委通报，9月3日0-24时，11个市报告新增本土阳性4例，其中卡口拦截1例、社区筛查1例、单位筛查2例，均已落实管控措施。11个市报告新增确诊病例2例。其中无境外输入病例;本土病例2例(宁波市1例，台州市1例)，其中1例为此前的无症状感染者转为确诊（台州市），当日新检出确诊为1例。当日新增治愈出院病例4例，现有确诊病例53例。11个市报告新增无症状感染者14例。其中境外输入11例(西班牙输入2例，中国香港输入2例，美国输入1例，新加坡输入1例，菲律宾输入1例，塞浦路斯输入1例，希腊输入1例，日本输入1例，韩国输入1例)；本土3例(杭州市1例，宁波市1例，温州市1例)。当日解除医学观察的无症状感染者11例，尚在医学观察的无症状感染者128例。
9月5日，浙江省卫健委通报，9月4日0-24时，11个市报告新增本土阳性1例，为集中隔离点检出，已落实管控措施。11个市报告新增确诊病例2例。其中无境外输入病例；本土病例2例(宁波市)，其中1例为此前的无症状感染者转为确诊，当日新检出确诊为1例。当日新增治愈出院病例1例，现有确诊病例54例。11个市报告新增无症状感染者6例。其中境外输入6例(英国输入2例，泰国输入1例，法国输入1例，越南输入1例，新西兰输入1例)；无本土无症状感染者。当日解除医学观察的无症状感染者18例，尚在医学观察的无症状感染者115例。
9月6日，浙江省卫健委通报，9月5日0-24时，11个市报告新增本土阳性3例，均为集中隔离点检出，均已落实管控措施。11个市报告无新增确诊病例。当日新增治愈出院病例3例，现有确诊病例51例。11个市报告新增无症状感染者8例。其中境外输入5例(澳大利亚输入2例，泰国输入1例，英国输入1例，葡萄牙输入1例)；本土3例（杭州市2例，温州市1例）。当日解除医学观察的无症状感染者11例，尚在医学观察的无症状感染者112例。
9月7日，浙江省卫健委通报，9月6日0-24时，11个市报告新增本土阳性1例，为集中隔离点检出，已落实管控措施。11个市报告无新增确诊病例。当日新增治愈出院病例2例，现有确诊病例49例。11个市报告新增无症状感染者10例。其中境外输入9例(西班牙输入3例，泰国输入2例，阿塞拜疆输入1例，美国输入1例，葡萄牙输入1例，英国输入1例)；本土1例（宁波市1例）。当日解除医学观察的无症状感染者14例，尚在医学观察的无症状感染者108例。
9月8日，浙江省卫健委通报，9月7日0-24时，11个市报告无新增本土阳性感染者。11个市报告新增确诊病例2例。其中境外输入病例1例(韩国输入)；本土病例1例(温州市)，为此前的无症状感染者转为确诊，当日无新检出确诊。当日新增治愈出院病例25例，现有确诊病例26例。11个市报告新增无症状感染者18例。其中境外输入18例(英国输入5例，坦桑尼亚输入2例，美国输入2例，泰国输入2例，印度输入1例，保加利亚输入1例，尼日利亚输入1例，德国输入1例，格鲁吉亚输入1例，乌干达输入1例，多哥输入1例)；无本土无症状感染者。当日解除医学观察的无症状感染者20例，尚在医学观察的无症状感染者105例。
9月9日，浙江省卫健委通报，9月8日0-24时，11个市报告无新增本土阳性感染者。11个市报告无新增确诊病例。当日新增治愈出院病例2例，现有确诊病例24例。11个市报告新增无症状感染者13例。其中境外输入13例(韩国输入5例，日本输入2例，刚果金输入2例，澳大利亚输入1例，巴巴多斯输入1例，德国输入1例，英国输入1例)；无本土无症状感染者。当日解除医学观察的无症状感染者26例，尚在医学观察的无症状感染者92例。
9月10日，浙江省卫健委通报，9月9日0-24时，11个市报告无新增本土阳性感染者。11个市报告无新增确诊病例。当日新增治愈出院病例2例，现有确诊病例22例。11个市报告新增无症状感染者7例。其中境外输入7例(越南输入2例，蒙古输入1例，英国输入1例，德国输入1例，埃及输入1例，伊拉克输入1例)；无本土无症状感染者。当日解除医学观察的无症状感染者17例，尚在医学观察的无症状感染者82例。
9月11日，浙江省卫健委通报，9月10日0-24时，11个市报告新增本土阳性1例，为卡口拦截发现，已落实管控措施。11个市报告无新增确诊病例。当日新增治愈出院病例1例，现有确诊病例21例。11个市报告新增无症状感染者22例。其中境外输入21例(英国输入8例，西班牙输入3例，日本输入3例，美国输入2例，德国输入2例，刚果（布）输入1例，埃及输入1例，阿尔及利亚输入1例)；本土1例（金华市）。当日解除医学观察的无症状感染者13例，尚在医学观察的无症状感染者91例。永康市進行全域核酸检测。
9月12日，浙江省卫健委通报，9月11日0-24时，11个市报告无新增本土阳性感染者。11个市报告无新增确诊病例。当日无新增治愈出院病例，现有确诊病例21例。11个市报告新增无症状感染者13例。其中境外输入13例(马来西亚输入4例，英国输入3例，韩国输入2例，美国输入1例，德国输入1例，俄罗斯联邦输入1例，尼日利亚输入1例)；无本土无症状感染者。当日解除医学观察的无症状感染者5例，尚在医学观察的无症状感染者99例。
9月13日，浙江省卫健委通报，9月12日0-24时，11个市报告无新增本土阳性感染者。11个市报告无新增确诊病例。当日新增治愈出院病例2例，现有确诊病例19例。11个市报告新增无症状感染者6例。其中境外输入6例(英国输入2例，德国输入2例，美国输入1例，菲律宾输入1例)；无本土无症状感染者。当日解除医学观察的无症状感染者20例，尚在医学观察的无症状感染者85例。
9月14日，浙江省卫健委通报，9月13日0-24时，11个市报告无新增本土阳性感染者。11个市报告无新增确诊病例。当日新增治愈出院病例3例，现有确诊病例16例。11个市报告新增无症状感染者4例。其中境外输入4例(美国输入1例，阿联酋输入1例，英国输入1例，瑞士输入1例)；无本土无症状感染者。当日解除医学观察的无症状感染者25例，尚在医学观察的无症状感染者64例。
9月15日，浙江省卫健委通报，9月14日0-24时，11个市报告新增本土阳性1例，为集中隔离点检出，已落实管控措施。11个市报告无新增确诊病例。当日新增治愈出院病例1例，现有确诊病例15例。11个市报告新增无症状感染者23例。其中境外输入22例(德国输入6例，美国输入3例，韩国输入3例，英国输入2例，埃及输入1例，澳大利亚输入1例，哥斯达黎加输入1例，喀麦隆输入1例，尼日利亚输入1例，苏丹输入1例，意大利输入1例，中国台湾输入1例)；本土1例（杭州市）。当日解除医学观察的无症状感染者5例，尚在医学观察的无症状感染者82例。
9月16日，浙江省卫健委通报，9月15日0-24时，11个市无新增本土阳性感染者。11个市报告无新增确诊病例。当日新增治愈出院病例3例，现有确诊病例12例。11个市报告新增无症状感染者12例。其中境外输入12例(日本输入5例，韩国输入1例，英国输入1例，法国输入1例，加拿大输入1例，越南输入1例，德国输入1例，埃塞俄比亚输入1例)；无本土无症状感染者。当日解除医学观察的无症状感染者4例，尚在医学观察的无症状感染者90例。永康市全域恢复常态化疫情防控。
9月17日，浙江省卫健委通报，9月16日0-24时，11个市报告新增本土阳性1例，为集中隔离点检出，已落实管控措施。11个市报告无新增确诊病例。当日新增治愈出院病例5例，现有确诊病例7例。11个市报告新增无症状感染者7例。其中境外输入6例(英国输入3例，俄罗斯联邦输入1例，巴拿马输入1例，日本输入1例)；本土1例(杭州市)。当日解除医学观察的无症状感染者24例，尚在医学观察的无症状感染者73例。
9月18日，浙江省卫健委通报，9月17日0-24时，11个市报告无新增本土阳性感染者。11个市报告新增确诊病例1例。其中境外输入病例1例（由此前境外输入的无症状感染者转为确诊）；无本土病例。当日无新增治愈出院病例，现有确诊病例8例。11个市报告新增无症状感染者29例。其中境外输入29例(日本输入10例，越南输入4例，美国输入4例，阿联酋输入3例，德国输入2例，中国香港输入2例，冰岛输入1例，马来西亚输入1例，苏丹输入1例，约旦输入1例)；无本土无症状感染者。当日解除医学观察的无症状感染者14例，尚在医学观察的无症状感染者87例。
9月19日，浙江省卫健委通报，9月18日0-24时，11个市报告新增本土阳性1例，为集中隔离点检出，已落实管控措施。11个市报告新增确诊病例6例。其中境外输入病例6例(韩国输入)；无本土病例。当日无新增治愈出院病例，现有确诊病例14例。11个市报告新增无症状感染者20例。其中境外输入19例(韩国输入9例，英国输入4例，越南输入1例，澳大利亚输入1例，美国输入1例，匈牙利输入1例，墨西哥输入1例，日本输入1例)；本土1例(杭州市)。当日解除医学观察的无症状感染者6例，尚在医学观察的无症状感染者101例。
9月20日，浙江省卫健委通报，9月19日0-24时，11个市报告新增本土阳性1例，为集中隔离点检出，已落实管控措施。11个市报告新增确诊病例1例。其中无境外输入病例；本土病例1例(杭州市)，为此前的无症状感染者转为确诊，当日无新检出确诊。当日新增治愈出院病例1例，现有确诊病例14例。11个市报告新增无症状感染者29例。其中境外输入28例(越南输入9例，中国香港输入4例，日本输入3例，英国输入2例，西班牙输入2例，美国输入2例，菲律宾输入2例，孟加拉国输入1例，葡萄牙输入1例，泰国输入1例，土耳其输入1例)；本土1例(温州市)。当日解除医学观察的无症状感染者24例，尚在医学观察的无症状感染者105例。
9月21日，浙江省卫健委通报，9月20日0-24时，11个市报告新增本土阳性2例，其中集中隔离点检出1例、卡口拦截1例，均已落实管控措施。11个市报告新增确诊病例1例。其中无境外输入病例；本土病例1例(温州市)，当日新检出确诊为1例。当日无新增治愈出院病例，现有确诊病例15例。11个市报告新增无症状感染者20例。其中境外输入19例(印度尼西亚输入5例，英国输入3例，越南输入1例，牙买加输入1例，新加坡输入1例，乌干达输入1例，葡萄牙输入1例，墨西哥输入1例，缅甸输入1例，几内亚比绍输入1例，德国输入1例，巴西输入1例，阿联酋1例)；本土1例(温州市)。当日解除医学观察的无症状感染者16例，尚在医学观察的无症状感染者109例。
9月22日，浙江省卫健委通报，9月21日0-24时，11个市报告无新增本土阳性感染者。11个市报告新增确诊病例1例。其中无境外输入病例；本土病例1例(温州市)，为此前的无症状感染者转为确诊，当日无新检出确诊。当日新增治愈出院病例2例，现有确诊病例14例。11个市报告新增无症状感染者18例。其中境外输入18例(英国输入3例，日本输入3例，印度尼西亚输入2例，奥地利输入1例，越南输入1例，尼日利亚输入1例，塞尔维亚输入1例，中国香港输入1例，俄罗斯联邦输入1例，巴西输入1例，埃塞俄比亚输入1例，菲律宾输入1例，圭亚那输入1例)；无本土无症状感染者。当日解除医学观察的无症状感染者23例，尚在医学观察的无症状感染者103例。
9月23日，浙江省卫健委通报，9月22日0-24时，11个市报告无新增本土阳性感染者。11个市报告无新增确诊病例。当日新增治愈出院病例1例，现有确诊病例13例。11个市报告新增无症状感染者22例。其中境外输入22例(日本输入6例，德国输入3例，埃及输入2例，韩国输入2例，中国香港输入1例，俄罗斯联邦输入1例，美国输入1例，加拿大输入1例，英国输入1例，越南输入1例，厄瓜多尔输入1例，尼日利亚输入1例，印度尼西亚输入1例)；无本土无症状感染者。当日解除医学观察的无症状感染者24例，尚在医学观察的无症状感染者101例。
9月24日，浙江省卫健委通报，9月23日0-24时，11个市报告新增本土阳性感染者5例，其中集中隔离点检出1例、社区筛查4例，均已落实管控措施。11个市报告无新增确诊病例。当日新增治愈出院病例1例，现有确诊病例12例。11个市报告新增无症状感染者14例。其中境外输入9例（德国输入2例，西班牙输入1例，澳大利亚输入1例，刚果（布）输入1例，尼日利亚输入1例，美国输入1例，喀麦隆输入1例，日本输入1例）；本土5例（金华市）。当日解除医学观察的无症状感染者20例，尚在医学观察的无症状感染者95例。
9月25日，浙江省卫健委通报，9月24日0-24时，11个市报告新增本土阳性2例，均为集中隔离点检出，均已落实管控措施。11个市报告新增确诊病例5例。其中境外输入病例3例（匈牙利输入2例，由此前境外输入的无症状感染者转为确诊1例）；本土病例2例（温州市），当日新检出确诊为2例。当日新增治愈出院病例1例，现有确诊病例16例。11个市报告新增无症状感染者30例。其中境外输入30例(印度输入6例，美国输入4例，越南输入4例，德国输入3例，墨西哥输入2例，塔吉克斯坦输入2例，中国香港输入2例，加拿大输入1例，英国输入1例，荷兰输入1例，奥地利输入1例，乌兹别克斯坦输入1例，韩国输入1例，菲律宾输入1例)；无本土无症状感染者。当日解除医学观察的无症状感染者13例，尚在医学观察的无症状感染者111例。
9月26日，浙江省卫健委通报，9月25日0-24时，11个市报告新增本土阳性1例，为集中隔离点检出，已落实管控措施。11个市报告新增确诊病例2例。其中境外输入病例2例(匈牙利输入)；无本土病例。当日无新增治愈出院病例，现有确诊病例18例。11个市报告新增无症状感染者42例。其中境外输入41例(中国香港输入7例，印度输入6例，德国输入4例，英国输入4例，奥地利输入2例，菲律宾输入2例，韩国输入2例，马来西亚输入2例，西班牙输入2例，白俄罗斯输入1例，俄罗斯联邦输入1例，荷兰输入1例，加拿大输入1例，肯尼亚输入1例，美国输入1例，墨西哥输入1例，苏丹输入1例，泰国输入1例，乍得输入1例)；本土1例(温州市)。当日解除医学观察的无症状感染者16例，尚在医学观察的无症状感染者137例。
9月27日，浙江省卫健委通报，9月26日0-24时，11个市报告新增本土阳性1例，为卡口拦截发现，已落实管控措施。11个市报告新增确诊病例2例。其中境外输入病例1例(日本输入)；本土病例1例（温州市），为此前的无症状感染者转为确诊，当日无新检出确诊。当日新增治愈出院病例2例，现有确诊病例18例。11个市报告新增无症状感染者16例。其中境外输入15例(印度尼西亚输入3例，德国输入2例，英国输入2例，法国输入2例，美国输入1例，瑞典输入1例，印度输入1例，阿联酋输入1例，南苏丹输入1例，中国香港输入1例)；本土1例(嘉兴市)。当日解除医学观察的无症状感染者33例，尚在医学观察的无症状感染者119例。
9月28日，浙江省卫健委通报，9月27日0-24时，11个市报告新增本土阳性感染者1例，为集中隔离点检出，已落实管控措施。11个市报告新增确诊病例7例。其中境外输入病例6例（匈牙利输入1例，由此前境外输入的无症状感染者转为确诊5例）；本土病例1例（台州市），当日新检出确诊为1例。当日无新增治愈出院病例，现有确诊病例25例。11个市报告新增无症状感染者23例。其中境外输入23例（西班牙输入4例，德国输入3例，印度输入2例，俄罗斯联邦输入2例，埃及输入2例，葡萄牙输入1例，墨西哥输入1例，秘鲁输入1例，美国输入1例，卢旺达输入1例，荷兰输入1例，菲律宾输入1例，比利时输入1例，阿尔及利亚输入1例，中国香港输入1例）；无本土无症状感染者。当日解除医学观察的无症状感染者19例，尚在医学观察的无症状感染者118例。
9月29日，浙江省卫健委通报，9月28日0-24时，11个市报告新增本土阳性2例，均为集中隔离点检出，均已落实管控措施。11个市报告新增确诊病例1例。其中无境外输入病例;本土病例1例(宁波市)，当日新检出确诊为1例。当日无治愈出院病例，现有确诊病例26例。11个市报告新增无症状感染者28例。其中境外输入27例(美国输入5例，中国香港输入3例，德国输入3例，孟加拉国输入2例，喀麦隆输入1例，俄罗斯联邦输入1例，澳大利亚输入1例，越南输入1例，厄瓜多尔输入1例，以色列输入1例，日本输入1例，巴拿马输入1例，荷兰输入1例，印度输入1例，尼日利亚输入1例，印度尼西亚输入1例，英国输入1例，土耳其输入1例)；本土1例(嘉兴市)。当日解除医学观察的无症状感染者29例，尚在医学观察的无症状感染者117例。
9月30日，浙江省卫健委通报，9月29日0-24时，11个市报告新增本土阳性7例，其中集中隔离点检出6例、卡口拦截1例，均已落实管控措施。11个市报告无新增确诊病例。当日新增治愈出院病例1例，现有确诊病例25例。11个市报告新增无症状感染者15例。其中境外输入8例(英国输入2例，德国输入1例，日本输入1例，荷兰输入1例，印度尼西亚输入1例，阿尔及利亚输入1例，柬埔寨输入1例)；本土7例(杭州市3例，温州市1例，嘉兴市2例，台州市1例)。当日解除医学观察的无症状感染者12例，尚在医学观察的无症状感染者120例。

### 10月份
10月1日，浙江省卫健委通报，9月30日0-24时，11个市报告新增本土阳性6例，均为集中隔离点检出，均已落实管控措施。11个市报告新增确诊病例4例。其中境外输入病例1例(由此前境外输入的无症状感染者转为确诊)；本土病例3例(宁波市1例，温州市1例，台州市1例)，其中2例为此前的无症状感染者转为确诊(温州市1例，台州市1例)，当日新检出确诊为1例。当日新增治愈出院病例3例，现有确诊病例26例。11个市报告新增无症状感染者20例。其中境外输入15例(美国3例，泰国3例，德国2例，俄罗斯联邦1例，日本1例，新加坡1例，以色列1例，印度尼西亚1例，英国1例，越南1例)；本土5例(杭州市1例，嘉兴市1例，金华市3例)。当日解除医学观察的无症状感染者25例，尚在医学观察的无症状感染者112例。
10月2日，浙江省卫健委通报，10月1日0-24时，11个市报告新增本土阳性4例，其中集中隔离点检出3例、卡口拦截1例，均已落实管控措施。11个市报告新增确诊病例2例。其中境外输入病例1例(塞内加尔输入)；本土病例1例(温州市)，当日新检出确诊为1例。当日新增治愈出院病例2例，现有确诊病例26例。11个市报告新增无症状感染者21例。其中境外输入18例(越南输入4例，菲律宾输入3例，日本输入2例，卡塔尔输入1例，英国输入1例，荷兰输入1例，特立尼达和多巴哥输入1例，中国香港输入1例，德国输入1例，马来西亚输入1例，墨西哥输入1例，西班牙输入1例)；本土3例(杭州市2例，金华市1例)。当日解除医学观察的无症状感染者13例，尚在医学观察的无症状感染者120例。
10月3日，浙江省卫健委通报，10月2日0-24时，11个市报告新增本土阳性7例，均为集中隔离点检出，均已落实管控措施。11个市报告新增确诊病例1例。其中境外输入病例1例(越南输入)；无本土病例。当日新增治愈出院病例2例，现有确诊病例25例。11个市报告新增无症状感染者18例。其中境外输入11例(美国输入2例，西班牙输入2例，波兰输入1例，哈萨克斯坦输入1例，英国输入1例，荷兰输入1例，印度输入1例，马来西亚输入1例，葡萄牙输入1例)；本土7例(杭州市5例，嘉兴市2例)。当日解除医学观察的无症状感染者2例，尚在医学观察的无症状感染者136例。
10月4日，浙江省卫健委通报，10月3日0-24时，11个市报告新增本土阳性21例，其中集中隔离点检出16例、居家隔离检出1例、卡口拦截4例，均已落实管控措施。11个市报告新增确诊病例1例。其中无境外输入病例；本土病例1例（温州市），当日新检出确诊为1例。当日新增治愈出院病例1例，现有确诊病例25例。11个市报告新增无症状感染者40例。其中境外输入20例(越南输入7例，中国香港输入2例，印度尼西亚输入2例，葡萄牙输入2例，英国输入1例，意大利输入1例，新加坡输入1例，墨西哥输入1例，美国输入1例，刚果（金）输入1例，德国输入1例)；本土20例(杭州市9例，嘉兴市6例，金华市4例，台州市1例)。当日解除医学观察的无症状感染者27例，尚在医学观察的无症状感染者149例。
10月5日，浙江省卫健委通报，10月4日0-24时，11个市报告新增本土阳性14例，其中集中隔离点检出12例、卡口拦截1例、社区筛查1例，均已落实管控措施。11个市报告新增确诊病例1例。其中无境外输入病例；本土病例1例（台州市），为此前的无症状感染者转为确诊，当日无新检出确诊。当日新增治愈出院病例2例，现有确诊病例24例。11个市报告新增无症状感染者34例。其中境外输入20例（新加坡输入4例，中国香港输入3例，阿尔及利亚输入1例，德国输入1例，俄罗斯联邦输入1例，厄瓜多尔输入1例，葡萄牙输入1例，沙特阿拉伯输入1例，泰国输入1例，西班牙输入1例，以色列输入1例，印度输入1例，印度尼西亚输入1例，英国输入1例，越南输入1例）；本土14例（杭州市5例，嘉兴市1例，绍兴市1例，金华市7例）。当日解除医学观察的无症状感染者11例，尚在医学观察的无症状感染者171例。
10月6日，浙江省卫健委通报，10月5日0-24时，11个市报告新增本土阳性19例，其中集中隔离点检出15例、卡口拦截4例，均已落实管控措施。11个市报告无新增确诊病例。当日无新增治愈出院病例，现有确诊病例24例。11个市报告新增无症状感染者34例。其中境外输入15例（德国输入4例，中国香港输入3例，越南输入3例，西班牙输入2例，葡萄牙输入1例，苏里南输入1例，意大利输入1例）；本土19例（杭州市5例，嘉兴市2例，绍兴市3例，金华市8例，衢州市1例）。当日解除医学观察的无症状感染者20例，尚在医学观察的无症状感染者185例。
10月7日，浙江省卫健委通报，10月6日0-24时，11个市报告新增本土阳性15例，其中集中隔离点检出14例、社区筛查1例，均已落实管控措施。11个市报告新增确诊病例5例。其中无境外输入病例；本土病例5例（杭州市3例，宁波市1例，温州市1例），其中3例为此前的无症状感染者转为确诊（杭州市），当日新检出确诊为2例。当日新增治愈出院病例2例，现有确诊病例27例。11个市报告新增无症状感染者31例。其中境外输入18例（越南输入5例，德国输入4例，印度尼西亚输入2例，美国输入2例，塞内加尔输入1例，日本输入1例，英国输入1例，中国香港输入1例，新加坡输入1例）；本土13例（杭州市8例，金华市5例）。当日解除医学观察的无症状感染者21例，尚在医学观察的无症状感染者192例。
10月8日，浙江省卫健委通报，10月7日0-24时，11个市报告新增本土阳性7例，其中集中隔离点检出5例、社区筛查2例，均已落实管控措施。11个市报告无新增确诊病例。当日新增治愈出院病例2例，现有确诊病例25例。11个市报告新增无症状感染者15例。其中境外输入8例（德国输入2例，菲律宾输入1例，乌兹别克斯坦输入1例，印度输入1例，新加坡输入1例，西班牙输入1例，韩国输入1例）；本土7例（杭州市5例，宁波市1例，衢州市1例）。当日解除医学观察的无症状感染者22例，尚在医学观察的无症状感染者185例。
10月9日，浙江省卫健委通报，10月8日0-24时，11个市报告新增本土阳性10例，其中集中隔离点检出8例、卡口拦截1例、社区筛查1例，均已落实管控措施。11个市报告新增确诊病例4例。其中无境外输入病例；本土病例4例（杭州市3例，衢州市1例），均为此前的无症状感染者转为确诊，当日无新检出确诊。当日新增治愈出院病例2例，现有确诊病例27例。11个市报告新增无症状感染者21例。其中境外输入11例（奥地利输入1例，美国输入1例，喀麦隆输入1例，泰国输入1例，加拿大输入1例，英国输入1例，马来西亚输入1例，新加坡输入1例，日本输入1例，西班牙输入1例，柬埔寨输入1例）；本土10例（杭州市9例，嘉兴市1例）。当日解除医学观察的无症状感染者17例，尚在医学观察的无症状感染者185例。
10月10日，浙江省卫健委通报，10月9日0-24时，11个市报告新增本土阳性9例，其中集中隔离点检出7例、居家隔离检出1例、卡口拦截1例，均已落实管控措施。11个市报告新增确诊病例8例。其中境外输入病例1例（由此前境外输入的无症状感染者转为确诊）；本土病例7例(杭州市5例，宁波市1例，衢州市1例)，其中5例为此前的无症状感染者转为确诊（杭州市5例），当日新检出确诊为2例。当日新增治愈出院病例3例，现有确诊病例32例。11个市报告新增无症状感染者22例。其中境外输入15例(中国香港输入6例，越南输入2例，印度尼西亚输入1例，贝宁输入1例，美国输入1例，哥伦比亚输入1例，西班牙输入1例，荷兰输入1例，英国输入1例)；本土7例(杭州市6例，温州市1例)。当日解除医学观察的无症状感染者11例，尚在医学观察的无症状感染者190例。
10月11日，浙江省卫健委通报，10月10日0-24时，11个市报告新增阳性8例，其中集中隔离点检出5例、卡口拦截3例，均已落实管控措施。11个市报告新增确诊病例8例。其中境外输入病例1例（由此前境外输入的无症状感染者转为确诊）；本土病例7例(杭州市4例，宁波市1例，台州市2例)，其中5例为此前的无症状感染者转为确诊（杭州市4例，宁波市1例），当日新检出确诊为2例。当日新增治愈出院病例5例，现有确诊病例35例。11个市报告新增无症状感染者24例。其中境外输入18例(越南输入5例，葡萄牙输入4例，厄瓜多尔输入2例，德国输入1例，美国输入1例，荷兰输入1例，马来西亚输入1例，西班牙输入1例，意大利输入1例，印度输入1例)；本土6例(杭州市1例，温州市3例，嘉兴市1例，台州市1例)。当日无解除医学观察的无症状感染者，尚在医学观察的无症状感染者208例。
10月12日，浙江省卫健委通报，10月11日0-24时，11个市报告新增本土阳性6例，其中集中隔离点检出5例、卡扣拦截1例，均已落实管控措施。11个市报告新增确诊病例3例。其中无境外输入病例；本土病例3例(杭州市1例，衢州市2例)，其中1例为此前的无症状感染者转为确诊（杭州市），当日新检出确诊为2例。当日新增治愈出院病例2例，现有确诊病例36例。11个市报告新增无症状感染者11例。其中境外输入7例(越南输入2例，新加坡输入1例，乌干达输入1例，日本输入1例，阿联酋输入1例，印度输入1例)；本土4例(杭州市2例，温州市1例，衢州市1例)。当日解除医学观察的无症状感染者30例，尚在医学观察的无症状感染者188例。
10月13日，浙江省卫健委通报，10月12日0-24时，11个市报告新增本土阳性3例，均为集中隔离点检出，均已落实管控措施。11个市报告新增确诊病例5例。其中无境外输入病例；本土病例5例(杭州市2例，宁波市1例，衢州市1例，台州市1例)，其中4例为此前的无症状感染者转为确诊（杭州市2例，衢州市1例，台州市1例），当日新检出确诊为1例。当日无治愈出院病例，现有确诊病例41例。11个市报告新增无症状感染者21例。其中境外输入19例(德国输入7例，西班牙输入3例，新加坡输入2例，韩国输入1例，加蓬输入1例，中国香港输入1例，文莱输入1例，土耳其输入1例，法国输入1例，乌干达输入1例)；本土2例(金华市1例，衢州市1例)。当日解除医学观察的无症状感染者8例，尚在医学观察的无症状感染者197例。
10月14日，浙江省卫健委通报，10月13日0-24时，11个市报告新增本土阳性3例，集中隔离点检出1例、主动就诊2例，均已落实管控措施。11个市报告新增确诊病例6例。其中境外输入病例2例（均由此前境外输入的无症状感染者转为确诊）；本土病例4例(宁波市1例，湖州市2例，衢州市1例)，其中1例为此前的无症状感染者转为确诊（衢州市），当日新检出确诊为3例。当日新增治愈出院病例4例，现有确诊病例43例。11个市报告新增无症状感染者21例。其中境外输入21例(葡萄牙输入3例，中国香港输入3例，德国输入2例，美国输入2例，乌干达输入1例，阿联酋输入1例，澳大利亚输入1例，孟加拉国输入1例，英国输入1例，印度尼西亚输入1例，荷兰输入1例，新加坡输入1例，菲律宾输入1例，喀麦隆输入1例，智利输入1例)；无本土无症状感染者。当日解除医学观察的无症状感染者25例，尚在医学观察的无症状感染者190例。
10月15日，浙江省卫健委通报，10月14日0-24时，11个市报告新增本土阳性9例，均为集中隔离点检出，均已落实管控措施。11个市报告新增确诊病例7例。其中无境外输入病例；本土病例7例（宁波市），当日新检出确诊为7例。当日新增治愈出院病例2例，现有确诊病例48例。11个市报告新增无症状感染者22例。其中境外输入20例（德国输入7例，越南输入5例，中国香港输入3例，西班牙输入1例，埃及输入1例，日本输入1例，印度尼西亚输入1例，孟加拉国输入1例）；本土2例（宁波市1例，温州市1例）。当日解除医学观察的无症状感染者24例，尚在医学观察的无症状感染者188例。
10月16日，浙江省卫健委通报，10月15日0-24时，11个市报告新增本土阳性17例，其中集中隔离点检出13例、卡口拦截1例、社区筛查3例，均已落实管控措施。11个市报告新增确诊病例12例。其中无境外输入病例；本土病例12例(宁波市)，当日新检出确诊为12例。当日无新增治愈出院病例，现有确诊病例60例。11个市报告新增无症状感染者21例。其中境外输入16例(中国香港输入4例，印度尼西亚输入3例，韩国输入2例，葡萄牙输入1例，苏里南输入1例，日本输入1例，越南输入1例，澳大利亚输入1例，西班牙输入1例，美国输入1例)；本土5例(杭州市1例，宁波市1例，绍兴市1例，台州市2例)。当日解除医学观察的无症状感染者1例，尚在医学观察的无症状感染者208例。
10月17日，浙江省卫健委通报，10月16日0-24时，11个市报告新增本土阳性21例，其中集中隔离点检出20例、居家隔离检出1例，均已落实管控措施。11个市报告新增确诊病例20例。其中无境外输入病例；本土病例20例(杭州市1例，宁波市16例，台州市3例)，其中3例为此前的无症状感染者转为确诊（杭州市1例，台州市2例），当日新检出确诊为17例。当日新增治愈出院病例1例，现有确诊病例79例。11个市报告新增无症状感染者19例。其中境外输入15例(西班牙输入4例，中国香港输入4例，马来西亚输入3例，越南输入3例，意大利输入1例)；本土4例(宁波市3例，台州市1例)。当日解除医学观察的无症状感染者31例，尚在医学观察的无症状感染者193例。
10月18日，浙江省卫健委通报，10月17日0-24时，11个市报告新增本土阳性34例，其中集中隔离点检出18例、居家隔离检出5例、社区筛查11例，均已落实管控措施。11个市报告新增确诊病例8例。其中无境外输入病例；本土病例8例（宁波市7例，台州市1例），其中1例为此前的无症状感染者转为确诊（台州市），当日新检出确诊为7例。当日新增治愈出院病例2例，现有确诊病例85例。11个市报告新增无症状感染者45例。其中境外输入18例（葡萄牙输入4例，中国香港输入3例，西班牙输入2例，越南输入2例，美国输入1例，加拿大输入1例，新加坡输入1例，喀麦隆输入1例，乌干达输入1例，约旦输入1例，加蓬共和国输入1例）；本土27例（宁波市25例，台州市1例，嘉兴市1例）。当日解除医学观察的无症状感染者24例，尚在医学观察的无症状感染者213例。
10月19日，浙江省卫健委通报，10月18日0-24时，11个市报告新增本土阳性48例，其中集中隔离点检出40例、社区筛查8例，均已落实管控措施。11个市报告新增确诊病例11例。其中无境外输入病例；本土病例11例（宁波市），当日新检出确诊为11例。当日无新增治愈出院病例，现有确诊病例96例。11个市报告新增无症状感染者64例。其中境外输入27例（西班牙输入5例，英国输入4例，中国香港输入4例，尼日利亚输入2例，新加坡输入2例，越南输入2例，爱尔兰输入1例，澳大利亚输入1例，比利时输入1例，马来西亚输入1例，美国输入1例，葡萄牙输入1例，泰国输入1例，智利输入1例）；本土37例（宁波市35例，台州市2例）。当日解除医学观察的无症状感染者17例，尚在医学观察的无症状感染者260例。
10月20日，浙江省卫健委通报，10月19日0-24时，11个市报告新增本土阳性27例，其中集中隔离点检出25例、卡口拦截1例、社区筛查1例，均已落实管控措施。11个市报告新增确诊病例8例。其中无境外输入病例；本土病例8例（宁波市6例，台州市2例），其中2例为此前的无症状感染者转为确诊（台州市），当日新检出确诊为6例。当日新增治愈出院病例1例，现有确诊病例103例。11个市报告新增无症状感染者35例。其中境外输入14例（英国输入2例，德国输入2例，中国香港输入2例，越南输入1例，新加坡输入1例，苏里南输入1例，墨西哥输入1例，科摩罗输入1例，喀麦隆输入1例，韩国输入1例，白俄罗斯输入1例）；本土21例（宁波市17例，嘉兴市2例，绍兴市1例，台州市1例）。当日解除医学观察的无症状感染者3例，尚在医学观察的无症状感染者290例。
10月21日，浙江省卫健委通报，10月20日0-24时，11个市报告新增本土阳性24例，其中集中隔离点检出23例、居家隔离检出1例，均已落实管控措施。11个市报告新增确诊病例6例。其中境外输入病例1例（由此前境外输入的无症状感染者转为确诊）；本土病例5例（宁波市），当日新检出确诊为5例。当日新增治愈出院病例2例，现有确诊病例107例。11个市报告新增无症状感染者37例。其中境外输入18例（德国输入6例，美国输入2例，越南输入2例，中国香港输入2例，澳大利亚输入1例，法国输入1例，日本输入1例，泰国输入1例，西班牙输入1例，新加坡输入1例）；本土19例（杭州市2例，宁波市16例，绍兴市1例）。当日解除医学观察的无症状感染者25例，尚在医学观察的无症状感染者301例。
10月22日，浙江省卫健委通报，10月21日0-24时，11个市报告新增本土阳性14例，均为集中隔离点检出，均已落实管控措施。11个市报告新增确诊病例5例。其中无境外输入病例；本土病例5例（杭州市1例，宁波市4例），其中1例为此前的无症状感染者转为确诊（杭州市），当日新检出确诊为4例。当日新增治愈出院病例4例，现有确诊病例108例。11个市报告新增无症状感染者33例。其中境外输入23例（越南输入7例，英国输入2例，葡萄牙输入2例，荷兰输入2例，马来西亚输入2例，德国输入1例，马来西亚输入1例，美国输入1例，日本输入1例，牙买加入1例，印度输入1例，印度尼西亚输入1例，中国香港输入1例）；本土10例（杭州市2例，宁波市8例）。当日解除医学观察的无症状感染者44例，尚在医学观察的无症状感染者289例。
10月23日，浙江省卫健委通报，10月22日0-24时，11个市报告新增本土阳性18例，其中集中隔离点检出17例、卡口拦截1例，均已落实管控措施。11个市报告新增确诊病例11例。其中境外输入病例4例（均由此前境外输入的无症状感染者转为确诊）；本土病例7例（杭州市1例，宁波市4例，绍兴市2例），其中5例为此前的无症状感染者转为确诊（杭州市1例，宁波市2例，绍兴市2例），当日新检出确诊为2例。当日新增治愈出院病例5例，现有确诊病例114例。11个市报告新增无症状感染者34例。其中境外输入18例（中国香港输入7例，越南输入2例，西班牙输入2例，德国输入2例，印度输入1例，新加坡输入1例，泰国输入1例，苏里南输入1例，美国输入1例）；本土16例（宁波市14例，温州市1例，绍兴市1例）。当日解除医学观察的无症状感染者29例，尚在医学观察的无症状感染者285例。
10月24日，浙江省卫健委通报，10月23日0-24时，11个市报告新增本土阳性7例，其中集中隔离5例、卡口拦截1例、社区筛查1例，均已落实管控措施。11个市报告新增确诊病例3例。其中境外输入病例1例(由此前输入的无症状感染者转为确诊)；本土病例2例(杭州市1例，绍兴市1例)，均为此前的无症状感染者转为确诊，当日无新检出确诊。当日新增治愈出院病例1例，现有确诊病例116例。11个市报告新增无症状感染者21例。其中境外输入14例(越南输入3例，孟加拉国输入2例，英国输入2例，中国香港输入1例，法国输入1例，牙买加输入1例，南苏丹输入1例，印度输入1例，西班牙输入1例，美国输入1例)；本土7例(宁波市2例，嘉兴市4例，台州市1例)。当日解除医学观察的无症状感染者20例，尚在医学观察的无症状感染者283例。
10月25日，浙江省卫健委通报，10月24日0-24时，11个市报告新增本土阳性2例，均为集中隔离点检出，均已落实管控措施。11个市报告新增确诊病例4例。其中境外输入病例1例(由此前输入的无症状感染者转为确诊)；本土病例3例(宁波市2例，台州市1例)，均为此前的无症状感染者转为确诊，当日无新检出确诊。当日新增治愈出院病例7例，现有确诊病例113例。11个市报告新增无症状感染者30例。其中境外输入28例(越南输入7例，新加坡输入4例，葡萄牙输入3例，中国香港输入3例，马来西亚输入3例，德国输入2例，日本输入1例，巴西输入1例，罗马尼亚输入1例，韩国输入1例，英国输入1例，马达加斯加输入1例)；本土2例(嘉兴市)。当日解除医学观察的无症状感染者10例，尚在医学观察的无症状感染者299例。
10月26日，浙江省卫健委通报，10月25日0-24时，11个市报告新增本土阳性4例，其中集中隔离点检出2例、居家隔离检出1例、卡口拦截1例，均已落实管控措施。11个市报告新增确诊病例2例。其中境外输入病例1例(由此前输入的无症状感染者转为确诊)；本土病例1例(宁波市)，当日新检出确诊为1例。当日新增治愈出院病例6例，现有确诊病例109例。11个市报告新增无症状感染者23例。其中境外输入20例(越南输入4例，德国输入3例，新加坡输入2例，葡萄牙输入2例，中国香港输入2例，阿根廷输入1例，澳大利亚输入1例，巴西输入1例，马来西亚输入1例，尼日利亚输入1例，西班牙输入1例，沙特阿拉伯输入1例)；本土3例(杭州市1例，嘉兴市1例，金华市1例)。当日解除医学观察的无症状感染者22例，尚在医学观察的无症状感染者299例。
10月27日，浙江省卫健委通报，10月26日0-24时，11个市报告新增本土阳性3例，均为集中隔离点检出，均已落实管控措施。11个市报告新增确诊病例2例。其中境外输入病例1例（为此前输入的无症状感染者转为确诊）；本土病例1例（杭州市），为此前的无症状感染者转为确诊，当日无新检出确诊。当日新增治愈出院病例4例，现有确诊病例107例。11个市报告新增无症状感染者18例。其中境外输入15例（韩国输入4例，中国香港输入2例，比利时输入1例，越南输入1例，土耳其输入1例，德国输入1例，葡萄牙输入1例，美国输入1例，意大利输入1例，印度输入1例，加纳输入1例）；本土3例（宁波市1例，金华市1例，台州市1例）。当日解除医学观察的无症状感染者17例，尚在医学观察的无症状感染者298例。
10月28日，浙江省卫健委通报，10月27日0-24时，11个市报告新增本土阳性4例，其中集中隔离点检出2例、卡口拦截2例，均已落实管控措施。11个市报告新增确诊病例1例。其中无境外输入病例；本土病例1例(台州市)，为此前的无症状感染者转为确诊，当日无新检出确诊。当日新增治愈出院病例5例，现有确诊病例103例。11个市报告新增无症状感染者22例。其中境外输入18例（德国输入2例，俄罗斯联邦输入2例，中国香港输入2例，新加坡输入1例，孟加拉国输入1例，韩国输入1例，日本输入1例，印度输入1例，印度尼西亚输入1例，葡萄牙输入1例，莫桑比克输入1例，牙买加输入1例，埃及输入1例，美国输入1例，加拿大输入1例）；本土4例（杭州市2例，嘉兴市2例）。当日解除医学观察的无症状感染者13例，尚在医学观察的无症状感染者306例。
10月29日，浙江省卫健委通报，10月28日0-24时，11个市报告新增本土阳性2例，均为集中隔离点检出，均已落实管控措施。11个市报告新增确诊病例1例。其中无境外输入病例；本土病例1例(台州市)，当日新检出确诊为1例。当日新增治愈出院病例3例，现有确诊病例101例。11个市报告新增无症状感染者11例。其中境外输入10例(中国香港输入5例，印度尼西亚输入1例，捷克输入1例，沙特阿拉伯输入1例，卡塔尔输入1例，加拿大输入1例)；本土1例(温州市)。当日解除医学观察的无症状感染者27例，尚在医学观察的无症状感染者290例。
10月30日，浙江省卫健委通报，10月29日0-24时，11个市报告新增本土阳性3例，其中集中隔离点检出2例、卡口拦截1例，均已落实管控措施。11个市报告无新增确诊病例。当日新增治愈出院病例2例，现有确诊病例99例。11个市报告新增无症状感染者14例。其中境外输入11例(马来西亚输入1例，美国输入1例，德国输入1例，澳大利亚输入1例，韩国输入1例，哈萨克斯坦输入1例，日本输入1例，印度输入1例，以色列输入1例，新加坡输入1例，卡塔尔输入1例)；本土3例(嘉兴市2例，台州市1例)。当日解除医学观察的无症状感染者21例，尚在医学观察的无症状感染者283例。
10月31日，浙江省卫健委通报，10月30日0-24时，11个市报告新增本土阳性3例，其中集中隔离点检出2例、卡口拦截1例，均已落实管控措施。11个市报告新增确诊病例1例。其中无境外输入病例；本土病例1例（台州市），为此前的无症状感染者转为确诊，当日无新检出确诊。当日新增治愈出院病例2例，现有确诊病例98例。11个市报告新增无症状感染者15例。其中境外输入12例（爱尔兰输入1例，哈萨克斯坦输入1例，美国输入1例，日本输入1例，西班牙输入1例，意大利输入1例，印度尼西亚输入1例，英国输入1例，越南输入1例，乍得输入1例，中国台湾输入1例，中国香港输入1例）；本土3例（杭州市1例，嘉兴市1例，台州市1例）。当日解除医学观察的无症状感染者22例，尚在医学观察的无症状感染者275例。

### 11月份
11月1日，浙江省卫健委通报，10月31日0-24时，11个市报告无新增本土阳性感染者。11个市报告无新增确诊病例。当日新增治愈出院病例5例，现有确诊病例93例。11个市报告新增无症状感染者11例。其中境外输入11例（日本输入2例，新加坡输入2例，印度尼西亚输入2例，中国香港输入2例，泰国输入1例，法国输入1例，意大利输入1例）；无本土无症状感染者。当日解除医学观察的无症状感染者9例，尚在医学观察的无症状感染者277例。
11月2日，浙江省卫健委通报，11月1日0-24时，11个市报告新增本土阳性4例，其中集中隔离点检出1例、卡口拦截2例，社区筛查1例，均已落实管控措施。11个市报告新增确诊病例1例。其中境外输入病例1例（由此前境外输入的无症状感染者转为确诊）；无本土病例。当日新增治愈出院病例4例，现有确诊病例90例。11个市报告新增无症状感染者27例。其中境外输入23例（新加坡输入11例，中国香港输入4例，日本输入3例，印度输入2例，美国输入1例，西班牙输入1例，印度尼西亚输入1例）；本土4例（杭州市2例，金华市1例，台州市1例）。当日解除医学观察的无症状感染者21例，尚在医学观察的无症状感染者282例。
11月3日，浙江省卫健委通报，11月2日0-24时，11个市报告无新增本土阳性感染者。11个市报告新增确诊病例1例。其中境外输入病例1例（由此前境外输入的无症状感染者转为确诊）；无本土病例。当日新增治愈出院病例5例，现有确诊病例86例。11个市报告新增无症状感染者21例。其中境外输入21例（中国香港输入3例，意大利输入3例，德国输入2例，美国输入2例，新加坡输入2例，阿联酋输入1例，韩国输入1例，荷兰输入1例，马来西亚输入1例，葡萄牙输入1例，日本输入1例，土耳其输入1例，越南输入1例，中非输入1例）；无本土无症状感染者。当日解除医学观察的无症状感染者22例，尚在医学观察的无症状感染者280例。
11月4日，浙江省卫健委通报，11月3日0-24时，11个市报告新增本土阳性5例，其中集中隔离检出2例、卡口拦截3例，均已落实管控措施。11个市报告新增确诊病例1例。其中无境外输入病例；本土病例1例（宁波市），当日新检出确诊为1例。当日新增治愈出院病例3例，现有确诊病例84例。11个市报告新增无症状感染者28例。其中境外输入24例（中国香港输入5例，越南输入3例，韩国输入2例，尼日利亚输入2例，日本输入2例，泰国输入1例，埃及输入1例，印度尼西亚输入1例，印度输入1例，澳大利亚输入1例，新加坡输入1例，苏里南输入1例，意大利输入1例，美国输入1例，墨西哥输入1例）；本土4例（杭州市1例，宁波市1例，嘉兴市1例，金华市1例）。当日解除医学观察的无症状感染者4例，尚在医学观察的无症状感染者304例。
11月5日，浙江省卫健委通报，11月4日0-24时，11个市报告新增本土阳性6例，其中集中隔离点检出3例、居家隔离检出2例、卡口拦截1例，均已落实管控措施。11个市报告新增确诊病例1例。其中无境外输入病例；本土病例1例（宁波市），当日新检出确诊为1例。当日新增治愈出院病例10例，现有确诊病例75例。11个市报告新增无症状感染者15例。其中境外输入10例（菲律宾输入2例，安哥拉输入1例，印度尼西亚输入1例，越南输入1例，英国输入1例，智利输入1例，美国输入1例，新加坡输入1例，日本输入1例）；本土5例（杭州市2例，宁波市1例，温州市1例，金华市1例）。当日解除医学观察的无症状感染者60例，尚在医学观察的无症状感染者259例。
11月6日，浙江省卫健委通报，11月5日0-24时，11个市报告新增本土阳性2例，其中集中隔离检出1例、卡口拦截1例，均已落实管控措施。11个市报告新增确诊病例1例。其中无境外输入病例；本土病例1例（杭州市），为此前的无症状感染者转为确诊，当日无新检出确诊。当日新增治愈出院病例13例，现有确诊病例63例。11个市报告新增无症状感染者17例。其中境外输入15例（日本输入4例，意大利输入3例，泰国输入2例，印度尼西亚输入1例，德国输入1例，中国香港输入1例，美国输入1例，毛里求斯输入1例，菲律宾输入1例）；本土2例（杭州市）。当日解除医学观察的无症状感染者27例，尚在医学观察的无症状感染者248例。
11月7日，浙江省卫健委通报，11月6日0-24时，11个市报告新增本土阳性5例，其中集中隔离点检出1例、居家隔离检出3例、社区筛查1例，均已落实管控措施。11个市报告新增确诊病例1例。其中境外输入病例1例(意大利输入)；无本土病例。当日新增治愈出院病例2例，现有确诊病例62例。11个市报告新增无症状感染者29例。其中境外输入24例(中国香港输入5例，日本输入4例，泰国输入3例，德国输入2例，新加坡输入2例，澳大利亚输入1例，白俄罗斯输入1例，美国输入1例，尼日利亚输入1例，苏里南输入1例，意大利输入1例，印度尼西亚输入1例，越南输入1例)；本土5例(杭州市2例，温州市3例)。当日解除医学观察的无症状感染者43例，尚在医学观察的无症状感染者234例。
11月8日，浙江省卫健委通报，11月7日0-24时，11个市报告新增本土阳性4例，其中集中隔离点检出1例、居家隔离检出1例、卡口拦截2例，均已落实管控措施。11个市报告新增确诊病例1例。其中无境外输入病例；本土病例1例(杭州市)，为此前的无症状感染者转为确诊，当日无新检出确诊。当日新增治愈出院病例11例，现有确诊病例52例。11个市报告新增无症状感染者29例。其中境外输入25例(意大利输入5例，日本输入3例，中国香港输入3例，新加坡输入2例，印度尼西亚输入2例，泰国输入2例，喀麦隆输入1例，德国输入1例，孟加拉国输入1例，韩国输入1例，美国输入1例，加拿大输入1例，土耳其输入1例，越南输入1例)；本土4例(杭州市1例，温州市3例)。当日解除医学观察的无症状感染者8例，尚在医学观察的无症状感染者254例。
11月9日，浙江省卫健委通报，11月8日0-24时，11个市报告新增本土阳性7例，其中集中隔离点检出3例、卡口拦截4例，均已落实管控措施。11个市报告新增确诊病例8例。其中境外输入病例3例（由此前境外输入的无症状感染者转为确诊）；本土病例5例(杭州市2例，温州市1例，湖州市1例，绍兴市1例)，其中3例为此前的无症状感染者转为确诊（杭州市2例，温州市1例），当日新检出确诊为2例。当日新增治愈出院病例7例，现有确诊病例53例。11个市报告新增无症状感染者27例。其中境外输入22例(新加坡输入3例，中国香港输入2例，美国输入2例，德国输入2例，英国输入2例，荷兰输入2例，法国输入1例，巴西输入1例，马来西亚输入1例，蒙古输入1例，尼日利亚输入1例，泰国输入1例，意大利输入1例，印度尼西亚输入1例，巴布亚新几内亚输入1例)；本土5例(宁波市2例，温州市2例，嘉兴市1例)。当日解除医学观察的无症状感染者39例，尚在医学观察的无症状感染者236例。
11月10日，浙江省卫健委通报，11月9日0-24时，11个市报告新增本土阳性4例，其中集中隔离点检出3例、协查通报1例，均已落实管控措施。11个市报告新增确诊病例4例。其中境外输入病例1例（韩国输入）；本土病例3例(温州市2例，湖州市1例)，其中2例为此前的无症状感染者转为确诊（温州市2例），当日新检出确诊为1例。当日新增治愈出院病例2例，现有确诊病例55例。11个市报告新增无症状感染者21例。其中境外输入18例(印度尼西亚输入3例，新加坡输入3例，葡萄牙输入2例，美国输入2例，中国香港输入1例，意大利输入1例，文莱输入1例，马来西亚输入1例，柬埔寨输入1例，德国输入1例，巴布亚新几内亚输入1例，澳大利亚输入1例)；本土3例(杭州市2例，湖州市1例)。当日解除医学观察的无症状感染者21例，尚在医学观察的无症状感染者234例。
11月11日，浙江省卫健委通报，11月10日0-24时，11个市报告新增本土阳性14例，其中集中隔离点检出8例、居家隔离检出2例、卡口拦截3例、社区筛查1例，均已落实管控措施。11个市报告新增确诊病例1例。其中无境外输入病例；本土病例1例（湖州市），当日新检出确诊为1例。当日新增治愈出院病例9例，现有确诊病例47例。11个市报告新增无症状感染者26例。其中境外输入13例（泰国输入2例，印度尼西亚输入2例，埃及输入1例，澳大利亚输入1例，巴布亚新几内亚输入1例，德国输入1例，芬兰输入1例，马来西亚输入1例，美国输入1例，沙特阿拉伯输入1例，新加坡输入1例）；本土13例（杭州市6例，宁波市1例，温州市1例，嘉兴市3例，绍兴市1例，舟山市1例）。当日解除医学观察的无症状感染者26例，尚在医学观察的无症状感染者234例。
11月12日，浙江省卫健委通报，11月11日0-24时，11个市报告新增本土阳性47例，其中集中隔离点检出34例、居家隔离检出1例、卡口拦截5例、社区筛查7例，均已落实管控措施。11个市报告新增确诊病例22例。其中无境外输入病例；本土病例22例(杭州市6例，宁波市8例，湖州市1例，绍兴市3例，舟山市3例，台州市1例)，其中7例为此前的无症状感染者转为确诊（杭州市6例，绍兴市1例），当日新检出确诊为15例。当日无新增治愈出院病例，现有确诊病例69例。11个市报告新增无症状感染者36例。其中境外输入4例(泰国输入2例，中国香港输入1例，韩国输入1例)；本土32例(杭州市1例，宁波市18例，温州市1例，湖州市1例，嘉兴市4例，金华市2例，衢州市1例，舟山市1例，台州市3例)。当日解除医学观察的无症状感染者7例，尚在医学观察的无症状感染者256例。
11月13日，浙江省卫健委通报，11月12日0-24时，11个市报告新增本土阳性31例，其中集中隔离点检出23例、卡口拦截7例、社区筛查1例，均已落实管控措施。11个市报告新增确诊病例12例。其中境外输入病例1例（由此前境外输入的无症状感染者转为确诊）；本土病例11例（杭州市2例，宁波市2例，温州市3例，湖州市1例，衢州市1例，舟山市1例，台州市1例），其中5例为此前的无症状感染者转为确诊（杭州市2例，湖州市1例，衢州市1例，台州市1例），当日新检出确诊为6例。当日新增治愈出院病例1例，现有确诊病例80例。11个市报告新增无症状感染者34例。其中境外输入9例（意大利输入3例，泰国输入2例，葡萄牙输入1例，英国输入1例，荷兰输入1例，中国香港输入1例）；本土25例（杭州市1例，宁波市9例，温州市3例，湖州市1例，嘉兴市3例，绍兴市1例，金华市2例，衢州市3例，台州市1例，丽水市1例）。当日解除医学观察的无症状感染者22例，尚在医学观察的无症状感染者262例。
11月14日，浙江省卫健委通报，11月13日0-24时，11个市报告新增本土阳性66例，其中集中隔离点检出51例、卡口拦截14例、社区筛查1例，均已落实管控措施。11个市报告新增确诊病例34例。其中无境外输入病例；本土病例34例（杭州市2例，宁波市13例，温州市2例，湖州市3例，绍兴市2例，金华市4例，衢州市6例，台州市1例，丽水市1例），其中6例为此前的无症状感染者转为确诊（杭州市1例，温州市1例，绍兴市1例，金华市1例，衢州市1例，台州市1例），当日新检出确诊为28例。当日新增治愈出院病例6例，现有确诊病例108例。11个市报告新增无症状感染者52例。其中境外输入14例（意大利输入3例，圣多美和普林西比输入2例，埃及输入2例，美国输入1例，越南输入1例，泰国输入1例，塞舌尔输入1例，尼日利亚输入1例，马来西亚输入1例，荷兰输入1例）；本土38例（杭州市5例，宁波市20例，温州市1例，嘉兴市3例，绍兴市1例，金华市8例）。当日解除医学观察的无症状感染者32例，尚在医学观察的无症状感染者276例。
11月15日，浙江省卫健委通报，11月14日0-24时，11个市报告新增本土阳性48例，其中集中隔离点检出35例、居家隔离检出2例、卡口拦截11例，均已落实管控措施。11个市报告新增确诊病例17例。其中无境外输入病例；本土病例17例（杭州市5例，宁波市4例，温州市2例，金华市1例，衢州市3例，舟山市1例，台州市1例），其中4例为此前的无症状感染者转为确诊（杭州市），当日新检出确诊为13例。当日新增治愈出院病例1例，现有确诊病例124例。11个市报告新增无症状感染者39例。其中境外输入4例（新加坡输入2例，日本输入1例，埃及输入1例）；本土35例（杭州市3例，宁波市9例，温州市6例，湖州市2例，嘉兴市4例，金华市5例，衢州市2例，台州市4例）。当日解除医学观察的无症状感染者16例，尚在医学观察的无症状感染者295例。
11月16日，浙江省卫健委通报，11月15日0-24时，11个市报告新增本土阳性46例，其中集中隔离点检出33例、卡口拦截4例、社区筛查7例、单位筛查1例、主动就诊1例，均已落实管控措施。11个市报告新增确诊病例12例。其中无境外输入病例；本土病例12例（杭州市3例，宁波市5例，温州市2例，衢州市1例，台州市1例），其中3例为此前的无症状感染者转为确诊（杭州市1例，宁波市2例），当日新检出确诊为9例。当日新增治愈出院病例3例，现有确诊病例133例。11个市报告新增无症状感染者51例。其中境外输入14例（马来西亚输入3例，意大利输入2例，荷兰输入2例，中国香港输入2例，新加坡输入1例，尼日利亚输入1例，土耳其输入1例，日本输入1例，马里输入1例）；本土37例（杭州市7例，宁波市9例，温州市6例，嘉兴市4例，金华市9例，衢州市1例，舟山市1例）。当日解除医学观察的无症状感染者10例，尚在医学观察的无症状感染者333例。
11月17日，浙江省卫健委通报，11月16日0-24时，11个市报告新增本土阳性43例，其中集中隔离点检出36例、居家隔离检出2例、卡口拦截5例，均已落实管控措施。11个市报告新增确诊病例19例。其中无境外输入病例；本土病例19例（杭州市4例，宁波市2例，温州市1例，湖州市2例，金华市4例，衢州市2例，舟山市2例，台州市2例），其中10例为此前的无症状感染者转为确诊（杭州市4例，金华市4例，台州市2例），当日新检出确诊为9例。当日新增治愈出院病例1例，现有确诊病例151例。11个市报告新增无症状感染者47例。其中境外输入13例（意大利输入2例，新加坡输入2例，韩国输入2例，印度输入1例，泰国输入1例，中国香港输入1例，美国输入1例，马来西亚输入1例，德国输入1例，日本输入1例）；本土34例（杭州市6例，宁波市12例，温州市2例，湖州市1例，嘉兴市2例，绍兴市1例，金华市4例，衢州市2例，舟山市4例）。当日解除医学观察的无症状感染者9例，尚在医学观察的无症状感染者361例。
11月18日，浙江省卫健委通报，11月17日0-24时，11个市报告新增本土阳性45例，其中集中隔离点检出28例、居家隔离检出2例、卡口拦截14例、社区筛查1例，均已落实管控措施。11个市报告新增确诊病例16例。其中无境外输入病例；本土病例16例（杭州市3例，宁波市1例，温州市3例，湖州市2例，金华市1例，衢州市1例，舟山市4例，台州市1例），其中5例为此前的无症状感染者转为确诊（杭州市3例，湖州市1例，金华市1例），当日新检出确诊为11例。当日无新增治愈出院病例，现有确诊病例167例。11个市报告新增无症状感染者46例。其中境外输入12例（印度尼西亚输入5例，中国香港输入3例，德国输入2例，澳大利亚输入1例，泰国输入1例）；本土34例（杭州市8例，宁波市5例，温州市5例，嘉兴市3例，金华市4例，衢州市2例，舟山市3例，台州市4例）。当日解除医学观察的无症状感染者9例，尚在医学观察的无症状感染者393例。
11月19日，浙江省卫健委通报，11月18日0-24时，11个市报告新增本土阳性53例，其中集中隔离点检出23例、居家隔离检出2例、卡口拦截22例、协查通报1例、社区筛查5例，均已落实管控措施。11个市报告新增确诊病例15例。其中无境外输入病例；本土病例15例（杭州市11例，宁波市1例，湖州市1例，衢州市2例），其中9例为此前的无症状感染者转为确诊（杭州市8例，衢州市1例），当日新检出确诊为6例。当日新增治愈出院病例2例，现有确诊病例180例。11个市报告新增无症状感染者51例。其中境外输入4例（越南输入1例，罗马尼亚输入1例，马来西亚输入1例，埃及输入1例）；本土47例（杭州市12例，宁波市4例，温州市2例，湖州市4例，嘉兴市2例，绍兴市2例，金华市16例，衢州市1例，舟山市1例，台州市3例）。当日解除医学观察的无症状感染者20例，尚在医学观察的无症状感染者415例。
11月20日，浙江省卫健委通报，11月19日0-24时，11个市报告新增本土阳性50例，其中集中隔离点检出24例、居家隔离检出1例、卡口拦截20例、社区筛查5例，均已落实管控措施。11个市报告新增确诊病例16例。其中无境外输入病例；本土病例16例（杭州市5例，宁波市1例，温州市2例，湖州市4例，绍兴市1例，衢州市1例，台州市2例），其中9例为此前的无症状感染者转为确诊（杭州市5例，温州市1例，湖州市1例，绍兴市1例，衢州市1例），当日新检出确诊为7例。当日新增治愈出院病例4例，现有确诊病例192例。11个市报告新增无症状感染者69例。其中境外输入26例（越南输入6例，意大利输入4例，泰国输入3例，印度尼西亚输入3例，澳大利亚输入2例，韩国输入2例，西班牙输入1例，卡塔尔输入1例，中国香港输入1例，日本输入1例，德国输入1例，荷兰输入1例）；本土43例（杭州市11例，宁波市4例，温州市2例，嘉兴市5例，绍兴市3例，金华市13例，衢州市3例，舟山市1例，丽水市1例）。当日解除医学观察的无症状感染者9例，尚在医学观察的无症状感染者466例。
11月21日，浙江省卫健委通报，11月20日0-24时，11个市报告新增本土阳性80例，其中集中隔离点检出36例、居家隔离检出2例、居家健康监测发现2例、卡口拦截28例、社区筛查12例，均已落实管控措施。11个市报告新增确诊病例25例。其中境外输入病例2例（泰国输入1例，由此前境外输入的无症状感染者转为确诊1例）；本土病例23例(杭州市9例，宁波市2例，温州市4例，湖州市2例，绍兴市1例，衢州市5例)，其中12例为此前的无症状感染者转为确诊（杭州市9例，衢州市3例），当日新检出确诊为11例。当日新增治愈出院病例4例，现有确诊病例213例。11个市报告新增无症状感染者87例。其中境外输入18例(越南输入3例，中国香港输入3例，印度尼西亚输入2例，马来西亚输入2例，意大利输入2例，泰国输入2例，卡塔尔输入1例，澳大利亚输入1例，德国输入1例，荷兰输入1例)；本土69例(杭州市28例，宁波市17例，温州市1例，湖州市2例，嘉兴市2例，绍兴市3例，金华市9例，衢州市1例，舟山市1例，台州市4例，丽水市1例)。当日解除医学观察的无症状感染者17例，尚在医学观察的无症状感染者523例。
11月22日，浙江省卫健委通报，11月21日0-24时，11个市报告新增本土阳性84例，其中集中隔离点检出42例、居家隔离检出5例、卡口拦截29例、社区筛查6例、单位筛查1例、主动就诊1例，均已落实管控措施。11个市报告新增确诊病例41例。其中境外输入病例4例（均由此前境外输入的无症状感染者转为确诊）；本土病例37例(杭州市15例，宁波市2例，温州市6例，湖州市4例，绍兴市4例，金华市1例，衢州市2例，舟山市1例，台州市1例，丽水市1例)，其中20例为此前的无症状感染者转为确诊（杭州市14例，温州市1例，绍兴市4例，衢州市1例），当日新检出确诊为17例。当日新增治愈出院病例5例，现有确诊病例249例。11个市报告新增无症状感染者82例。其中境外输入15例(泰国输入4例，意大利输入4例，越南输入2例，葡萄牙输入2例，韩国输入1例，日本输入1例，新加坡输入1例)；本土67例(杭州市20例，宁波市16例，温州市7例，嘉兴市5例，绍兴市3例，金华市13例，衢州市3例)。当日解除医学观察的无症状感染者6例，尚在医学观察的无症状感染者575例。
11月23日，浙江省卫健委通报，11月22日0-24时，11个市报告新增本土阳性96例，其中集中隔离点检出47例、居家隔离检出3例、卡口拦截35例、社区筛查8例、单位筛查3例，均已落实管控措施。11个市报告新增确诊病例33例。其中无境外输入病例；本土病例33例(杭州市17例，宁波市4例，温州市2例，湖州市1例，绍兴市4例，衢州市3例，台州市1例，丽水市1例)，其中25例为此前的无症状感染者转为确诊（杭州市17例，温州市2例，绍兴市3例，衢州市2例，丽水市1例），当日新检出确诊为8例。当日新增治愈出院病例5例，现有确诊病例277例。11个市报告新增无症状感染者108例。其中境外输入20例(意大利输入8例，德国输入4例，新加坡输入3例，澳大利亚输入1例，荷兰输入1例，巴拿马输入1例，苏里南输入1例，芬兰输入1例)；本土88例(杭州市29例，宁波市18例，温州市7例，湖州市3例，嘉兴市8例，绍兴市7例，金华市12例，衢州市2例，台州市2例)。当日解除医学观察的无症状感染者21例，尚在医学观察的无症状感染者637例。
11月24日，浙江省卫健委通报，11月23日0-24时，11个市报告新增本土阳性119例，其中集中隔离点检出70例、居家隔离检出5例、卡口拦截28例、社区筛查14例、单位筛查1例、主动就诊1例，均已落实管控措施。11个市报告新增确诊病例36例。其中境外输入病例1例（由此前境外输入的无症状感染者转为确诊）；本土病例35例（杭州市10例，宁波市1例，温州市5例，湖州市2例，绍兴市7例，衢州市4例，台州市2例，丽水市4例），其中18例为此前的无症状感染者转为确诊（杭州市8例，宁波市1例，温州市2例，绍兴市5例，台州市2例），当日新检出确诊为17例。当日新增治愈出院病例7例，现有确诊病例306例。11个市报告新增无症状感染者118例。其中境外输入16例（中国香港输入4例，新加坡输入4例，越南输入3例，印度尼西亚输入2例，德国输入1例，韩国输入1例，泰国输入1例）；本土102例（杭州市31例，宁波市8例，温州市11例，湖州市2例，嘉兴市8例，绍兴市5例，金华市22例，衢州市2例，台州市11例，丽水市2例）。当日解除医学观察的无症状感染者19例，尚在医学观察的无症状感染者717例。
11月25日，浙江省卫健委通报，11月24日0-24时，11个市报告新增本土阳性165例，其中集中隔离点检出98例、居家隔离检出6例、卡口拦截47例、社区筛查9例、单位筛查1例、学校筛查3例、主动就诊1例，均已落实管控措施。11个市报告新增确诊病例51例。其中无境外输入病例；本土病例51例(杭州市3例，宁波市1例，温州市7例，湖州市15例，绍兴市9例，金华市7例，衢州市5例，台州市4例)，其中19例为此前的无症状感染者转为确诊（杭州市2例，绍兴市6例，金华市7例，台州市4例），当日新检出确诊为32例。当日新增治愈出院病例5例，现有确诊病例352例。11个市报告新增无症状感染者153例。其中境外输入20例(埃及输入5例，意大利输入3例，越南输入3例，中国香港输入3例，日本输入2例，印度尼西亚输入2例，墨西哥输入1例，荷兰输入1例)；本土133例(杭州市46例，宁波市25例，温州市12例，湖州市6例，嘉兴市11例，绍兴市3例，金华市12例，衢州市7例，台州市10例，丽水市1例)。当日解除医学观察的无症状感染者13例，尚在医学观察的无症状感染者838例。
11月26日，浙江省卫健委通报，11月25日0-24时，11个市报告新增本土阳性147例，其中集中隔离点检出87例、居家隔离检出7例、卡口拦截40例、协查通报1例、社区筛查10例、主动就诊2例，均已落实管控措施。11个市报告新增确诊病例34例。其中无境外输入病例；本土病例34例（杭州市8例，温州市7例，湖州市3例，绍兴市9例，衢州市1例，舟山市1例，台州市5例），其中20例为此前的无症状感染者转为确诊（杭州市7例，温州市4例，绍兴市5例，台州市4例），当日新检出确诊为14例。当日新增治愈出院病例20例，现有确诊病例366例。11个市报告新增无症状感染者154例。其中境外输入21例（印度尼西亚输入4例，澳大利亚输入3例，埃及输入2例，菲律宾输入2例，马来西亚输入2例，泰国输入2例，越南输入2例，德国输入1例，韩国输入1例，新加坡输入1例，中国香港输入1例）；本土133例（杭州市41例，宁波市18例，温州市6例，湖州市2例，嘉兴市24例，绍兴市6例，金华市10例，衢州市11例，舟山市1例，台州市14例）。当日解除医学观察的无症状感染者52例，尚在医学观察的无症状感染者920例。
11月27日，浙江省卫健委通报，11月26日0-24时，11个市报告新增本土阳性177例，其中集中隔离点检出94例、居家隔离检出16例、卡口拦截55例、社区筛查10例、居家健康监测1例、主动就诊1例，均已落实管控措施。11个市报告新增确诊病例64例。其中无境外输入病例；本土病例64例（杭州市9例，宁波市4例，温州市7例，湖州市7例，绍兴市11例，金华市1例，衢州市15例，台州市9例，丽水市1例），其中31例为此前的无症状感染者转为确诊（杭州市7例，宁波市1例，温州市2例，湖州市1例，绍兴市7例，衢州市9例，台州市4例），当日新检出确诊为33例。当日新增治愈出院病例3例，现有确诊病例427例。11个市报告新增无症状感染者161例。其中境外输入17例（印度尼西亚输入4例，新加坡输入3例，中国香港输入2例，越南输入1例，日本输入1例，埃及输入1例，巴西输入1例，美国输入1例，德国输入1例，荷兰输入1例，西班牙输入1例）；本土144例（杭州市64例，宁波市10例，温州市16例，湖州市4例，嘉兴市13例，绍兴市8例，金华市15例，衢州市3例，台州市11例）。当日解除医学观察的无症状感染者9例，尚在医学观察的无症状感染者1041例。
11月28日，浙江省卫健委通报，11月27日0-24时，11个市报告新增本土阳性229例，其中集中隔离点检出143例、居家隔离检出14例、卡口拦截44例、社区筛查20例、居家健康监测5例、单位筛查2例、主动就诊1例，均已落实管控措施。11个市报告新增确诊病例65例。其中无境外输入病例；本土病例65例（杭州市5例，宁波市5例，温州市10例，湖州市8例，绍兴市12例，衢州市9例，台州市16例），其中26例为此前的无症状感染者转为确诊（杭州市3例，温州市3例，湖州市1例，绍兴市6例，衢州市3例，台州市10例），当日新检出确诊为39例。当日新增治愈出院病例17例，现有确诊病例475例。11个市报告新增无症状感染者212例。其中境外输入22例（越南输入6例，意大利输入5例，中国香港输入2例，泰国输入2例，西班牙输入2例，巴拿马输入2例，荷兰输入1例，新加坡输入1例，印度尼西亚输入1例）；本土190例（杭州市67例，宁波市41例，温州市12例，湖州市2例，嘉兴市17例，绍兴市14例，金华市20例，衢州市9例，台州市8例）。当日解除医学观察的无症状感染者35例，尚在医学观察的无症状感染者1192例。
11月29日，浙江省卫健委通报，11月28日0-24时，11个市报告新增本土阳性237例，其中集中隔离点检出154例、居家隔离检出15例、卡口拦截48例、社区筛查15例、单位筛查4例、主动就诊1例，均已落实管控措施。11个市报告新增确诊病例59例。其中境外输入病例2例（均由此前输入的无症状感染者转为确诊）；本土病例57例（杭州市3例，宁波市12例，温州市8例，湖州市6例，绍兴市13例，衢州市7例，舟山市2例，台州市6例），其中22例为此前的无症状感染者转为确诊（杭州市3例，温州市1例，绍兴市10例，衢州市4例，台州市4例），当日新检出确诊为35例。当日新增治愈出院病例6例，现有确诊病例528例。11个市报告新增无症状感染者224例。其中境外输入22例（意大利输入4例，越南输入4例，西班牙输入3例，中国香港输入3例，新加坡输入2例，日本输入2例，马来西亚输入1例，佛得角输入1例，德国输入1例，墨西哥输入1例）；本土202例（杭州市88例，宁波市18例，温州市14例，嘉兴市21例，湖州市4例，绍兴市5例，金华市31例，衢州市5例，台州市16例）。当日解除医学观察的无症状感染者14例，尚在医学观察的无症状感染者1378例。
11月30日，浙江省卫健委通报，11月29日0-24时，11个市报告新增本土阳性269例，其中集中隔离点检出162例、居家隔离检出14例、卡口拦截65例、社区筛查22例、单位筛查3例、主动就诊3例，均已落实管控措施。11个市报告新增确诊病例77例。其中无境外输入病例；本土病例77例（杭州市7例，宁波市10例，温州市34例，湖州市4例，绍兴市4例，金华市2例，衢州市5例，台州市10例，丽水市1例），其中24例为此前的无症状感染者转为确诊（杭州市5例，温州市4例，绍兴市4例，衢州市4例，台州市7例），当日新检出确诊为53例。当日新增治愈出院病例39例，现有确诊病例566例。11个市报告新增无症状感染者230例。其中境外输入14例（意大利输入5例，越南输入2例，法国输入1例，德国输入1例，中国香港输入1例，阿联酋输入1例，新加坡输入1例，菲律宾输入1例，日本输入1例）；本土216例（杭州市97例，宁波市14例，温州市1例，湖州市14例，嘉兴市23例，绍兴市15例，金华市26例，衢州市3例，台州市21例，丽水市2例）。当日解除医学观察的无症状感染者64例，尚在医学观察的无症状感染者1520例。

### 12月份
12月1日，浙江省卫健委通报，11月30日0-24时，11个市报告新增本土阳性253例，其中，集中隔离点检出146例、居家隔离检出23例、卡口拦截60例、社区筛查22例、单位筛查1例、主动就诊1例，均已落实管控措施。11个市报告新增确诊病例93例。其中无境外输入病例；本土病例93例（杭州市19例，宁波市15例，温州市12例，湖州市6例，绍兴市16例，衢州市5例，舟山市1例，台州市19例），其中41例为此前的无症状感染者转为确诊（杭州市15例，宁波市2例，湖州市1例，绍兴市10例，衢州市2例，台州市11例），当日新检出确诊为52例。当日新增治愈出院病例14例，现有确诊病例645例。11个市报告新增无症状感染者220例。其中境外输入19例（德国输入5例，越南输入3例，意大利输入3例，新加坡输入2例，泰国输入1例，加拿大输入1例，中国香港输入1例，西班牙输入1例，日本输入1例，美国输入1例）；本土201例（杭州市78例，宁波市15例，温州市8例，湖州市4例，嘉兴市24例，绍兴市11例，金华市28例，衢州市5例，舟山市1例，台州市24例，丽水市3例）。当日解除医学观察的无症状感染者38例，尚在医学观察的无症状感染者1661例。
12月2日，浙江省卫健委通报，12月1日0-24时，11个市报告新增本土阳性351例，其中集中隔离点检出210例、居家隔离检出26例、卡口拦截85例、协查通报4例、社区筛查20例、单位筛查5例、主动就诊1例，均已落实管控措施。11个市报告新增确诊病例114例。其中无境外输入病例；本土病例114例（杭州市36例，宁波市17例，温州市12例，湖州市15例，绍兴市17例，金华市1例，衢州市4例，台州市10例，丽水市2例），其中61例为此前的无症状感染者转为确诊（杭州市36例，宁波市1例，绍兴市13例，衢州市3例，台州市6例，丽水市2例），当日新检出确诊为53例。当日新增治愈出院病例27例，现有确诊病例732例。11个市报告新增无症状感染者324例。其中境外输入26例（新加坡输入8例，葡萄牙输入3例，埃及输入2例，韩国输入2例，马来西亚输入2例，中国香港输入2例，德国输入1例，西班牙输入1例，美国输入1例，澳大利亚输入1例，印度输入1例，佛得角输入1例，意大利输入1例）；本土298例（杭州市118例，宁波市32例，温州市14例，嘉兴市27例，湖州市7例，绍兴市17例，金华市48例，衢州市7例，舟山市2例，台州市23例，丽水市3例）。当日解除医学观察的无症状感染者58例，尚在医学观察的无症状感染者1866例。
12月3日，浙江省卫健委通报，12月2日0-24时，11个市报告新增本土阳性452例，其中集中隔离点检出244例、居家隔离检出42例、卡口拦截119例、社区筛查38例、单位筛查5例、主动就诊4例，均已落实管控措施。11个市报告新增确诊病例110例。其中境外输入病例8例（由此前境外输入的无症状感染者转为确诊）；本土病例102例（杭州市42例，宁波市13例，温州市7例，湖州市8例，绍兴市18例，金华市1例，衢州市4例，舟山市2例，台州市7例），其中66例为此前的无症状感染者转为确诊（杭州市38例，温州市2例，绍兴市16例，金华市1例，衢州市1例，舟山市1例，台州市7例），当日新检出确诊为36例。当日新增治愈出院病例40例，现有确诊病例802例。11个市报告新增无症状感染者433例。其中境外输入17例（菲律宾输入4例，美国输入2例，日本输入2例，新加坡输入2例，越南输入2例，中国香港输入1例，中国台湾输入1例，荷兰输入1例，马来西亚输入1例，瑙鲁输入1例）；本土416例（杭州市188例，宁波市30例，温州市27例，湖州市7例，嘉兴市42例，绍兴市17例，金华市48例，衢州市15例，台州市37例，丽水市5例）。当日解除医学观察的无症状感染者35例，尚在医学观察的无症状感染者2202例。
12月4日，浙江省卫健委通报，12月3日0-24时，11个市报告新增本土阳性517例，其中集中隔离点检出277例、居家隔离检出71例、卡口拦截129例、社区筛查34例、单位筛查5例、主动就诊1例，均已落实管控措施。11个市报告新增确诊病例152例。其中境外输入病例2例（意大利输入1例，由此前境外输入的无症状感染者转为确诊1例）；本土病例150例（杭州市48例，宁波市23例，温州市30例，湖州市16例，绍兴市11例，金华市3例，衢州市7例，舟山市3例，台州市8例，丽水市1例），其中68例为此前的无症状感染者转为确诊（杭州市46例，温州市2例，湖州市2例，绍兴市8例，金华市2例，衢州市3例，台州市5例），当日新检出确诊为82例。当日新增治愈出院病例18例，现有确诊病例936例。11个市报告新增无症状感染者456例。其中境外输入21例（中国香港输入4例，泰国输入3例，意大利输入3例，越南输入3例，荷兰输入2例，日本输入2例，印度尼西亚输入2例，韩国输入1例，塔吉克斯坦输入1例）；本土435例（杭州市143例，宁波市37例，温州市32例，湖州市1例，嘉兴市49例，绍兴市29例，金华市90例，衢州市5例，台州市40例，丽水市9例）。当日解除医学观察的无症状感染者28例，尚在医学观察的无症状感染者2561例。12月4日晚间，杭州市、宁波市、温州市、台州市等地乘坐地铁、公交车等公共交通工具，进入公共场所，不再查验核酸检测阴性证明、不再扫场所码。
12月5日，浙江省卫健委通报，12月4日0-24时，11个市报告新增本土阳性505例，其中集中隔离点检出253例、居家隔离检出55例、卡口拦截146例、协查通报3例、社区筛查34例、单位筛查8例、主动就诊6例，均已落实管控措施。11个市报告新增确诊病例184例。其中境外输入病例4例(均由此前境外输入的无症状感染者转为确诊)；本土病例180例(杭州市44例，宁波市31例，温州市24例，湖州市23例，绍兴市33例，金华市1例，衢州市14例，舟山市5例，台州市2例，丽水市3例)，其中83例为此前的无症状感染者转为确诊（杭州市41例，宁波市1例，温州市9例，绍兴市25例，衢州市4例，台州市2例，丽水市1例），当日新检出确诊为97例。当日新增治愈出院病例28例，现有确诊病例1092例。11个市报告新增无症状感染者435例。其中境外输入27例(越南输入4例，荷兰输入4例，英国输入2例，哈萨克斯坦输入2例，中国香港输入2例，马来西亚输入2例，巴拿马输入2例，意大利输入2例，德国输入2例，澳大利亚输入1例，韩国输入1例，塔吉克斯坦输入1例，日本输入1例，西班牙输入1例)；本土408例(杭州市69例，宁波市41例，温州市30例，湖州市32例，嘉兴市64例，绍兴市40例，金华市70例，衢州市9例，舟山市1例，台州市43例，丽水市9例)。当日解除医学观察的无症状感染者48例，尚在医学观察的无症状感染者2861例。
12月6日，浙江省卫健委通报，12月5日0-24时，11个市报告新增本土阳性311例，其中集中隔离点检出140例、居家隔离检出44例、卡口拦截87例、协查通报2例、社区筛查33例、单位筛查3例、主动就诊2例，均已落实管控措施。11个市报告新增确诊病例86例。其中境外输入病例2例(均由此前境外输入的无症状感染者转为确诊)；本土病例84例(杭州市26例，宁波市12例，温州市5例，湖州市1例，绍兴市23例，金华市1例，衢州市6例，舟山市4例，台州市3例，丽水市3例)，其中36例为此前的无症状感染者转为确诊（杭州市24例，温州市2例，绍兴市6例，舟山市1例，台州市3例），当日新检出确诊为48例。当日新增治愈出院病例38例，现有确诊病例1140例。11个市报告新增无症状感染者279例。其中境外输入16例(泰国输入3例，韩国输入2例，越南输入2例，西班牙输入2例，意大利输入2例，日本输入1例，乌干达输入1例，马来西亚输入1例，中国香港输入1例，葡萄牙输入1例)；本土263例(杭州市74例，宁波市28例，温州市4例，湖州市20例，嘉兴市22例，绍兴市28例，金华市37例，衢州市12例，舟山市5例，台州市16例，丽水市17例)。当日解除医学观察的无症状感染者60例，尚在医学观察的无症状感染者3042例。
12月7日，浙江省卫健委通报，12月6日0-24时，11个市报告新增本土阳性287例，其中集中隔离点检出107例、居家隔离检出36例、卡口拦截57例、协查通报5例、社区筛查63例、单位筛查4例、主动就诊15例，均已落实管控措施。11个市报告新增确诊病例99例。其中境外输入病例5例(中国香港输入1例，由此前境外输入的无症状感染者转为确诊4例)；本土病例94例(杭州市31例，宁波市29例，绍兴市14例，金华市1例，衢州市14例，舟山市5例)，其中36例为此前的无症状感染者转为确诊（杭州市25例，绍兴市11例），当日新检出确诊为58例。当日新增治愈出院病例45例，现有确诊病例1194例。11个市报告新增无症状感染者245例。其中境外输入16例(意大利输入2例，美国输入2例，荷兰输入2例，日本输入2例，加拿大输入1例，越南输入1例，玻利维亚输入1例，泰国输入1例，英国输入1例，巴拿马输入1例，菲律宾输入1例，中国香港输入1例)；本土229例(杭州市67例，宁波市34例，嘉兴市8例，绍兴市44例，金华市22例，衢州市12例，舟山市6例，台州市17例，丽水市19例)。当日解除医学观察的无症状感染者70例，尚在医学观察的无症状感染者3177例。
12月8日，浙江省卫健委通报，12月7日0-24时，11个市报告新增本土阳性279例，其中集中隔离点检出79例、居家隔离检出60例、卡口拦截34例、协查通报3例、社区筛查82例、单位筛查7例、主动就诊14例，均已落实管控措施。11个市报告新增确诊病例89例。其中无境外输入病例；本土病例89例(杭州市21例，宁波市10例，温州市3例，湖州市1例，绍兴市14例，金华市3例，衢州市18例，舟山市8例，台州市2例，丽水市9例)，其中28例为此前的无症状感染者转为确诊（杭州市14例，宁波市1例，湖州市1例，绍兴市10例，台州市2例），当日新检出确诊为61例。当日新增治愈出院病例69例，现有确诊病例1214例。11个市报告新增无症状感染者248例。其中境外输入30例(德国输入10例，荷兰输入3例，中国香港输入3例，新加坡输入2例，越南输入2例，意大利输入2例，美国输入1例，日本输入1例，泰国输入1例，葡萄牙输入1例，西班牙输入1例，乌干达输入1例，奥地利输入1例，菲律宾输入1例)；本土218例(杭州市72例，宁波市22例，温州市7例，嘉兴市11例，绍兴市39例，金华市9例，衢州市7例，舟山市4例，台州市17例，丽水市30例)。当日解除医学观察的无症状感染者82例，尚在医学观察的无症状感染者3006例。
12月9日，浙江省卫健委通报，12月8日0-24时，11个市报告新增本土阳性220例，其中集中隔离点检出47例、居家隔离检出17例、卡口拦截25例、协查通报1例、社区筛查78例、单位筛查3例、主动就诊49例，均已落实管控措施。11个市报告新增确诊病例73例。其中无境外输入病例；本土病例73例(杭州市30例，宁波市2例，温州市17例，绍兴市12例，金华市1例，舟山市10例，丽水市1例)，其中20例为此前的无症状感染者转为确诊（杭州市10例，温州市2例，绍兴市7例，金华市1例），当日新检出确诊为53例。当日新增治愈出院病例65例，现有确诊病例1222例。11个市报告新增无症状感染者175例。其中境外输入8例(日本输入2例，中国香港输入2例，泰国输入1例，越南输入1例，法国输入1例，英国输入1例)；本土167例(杭州市72例，宁波市5例，温州市20例，湖州市9例，嘉兴市10例，绍兴市19例，金华市5例，舟山市4例，台州市6例，丽水市17例)。当日解除医学观察的无症状感染者57例，尚在医学观察的无症状感染者3399例。
12月10日，浙江省卫健委通报，12月9日0-24时，11个市报告新增本土阳性181例，其中集中隔离点检出16例、居家隔离检出12例、卡口拦截11例、协查通报2例、社区筛查58例、单位筛查3例、主动就诊79例，均已落实管控措施。11个市报告新增确诊病例72例。其中境外输入病例1例（由此前境外输入的无症状感染者转为确诊）；本土病例71例（杭州市51例，宁波市5例，温州市4例，湖州市2例，绍兴市2例，金华市3例，衢州市2例，舟山市2例），其中17例为此前的无症状感染者转为确诊（杭州市8例，宁波市3例，绍兴市2例，金华市3例，衢州市1例），当日新检出确诊为54例。当日新增治愈出院病例134例，现有确诊病例1160例。11个市报告新增无症状感染者135例。其中境外输入8例（韩国输入2例，日本输入2例，越南输入2例，泰国输入1例，新加坡输入1例）；本土127例（杭州市23例，宁波市29例，温州市39例，湖州市3例，嘉兴市5例，绍兴市5例，金华市10例，衢州市3例，舟山市2例，台州市2例，丽水市6例）。当日解除医学观察的无症状感染者157例，尚在医学观察的无症状感染者3359例。
12月11日，浙江省卫健委通报，12月10日0-24时，11个市报告新增本土阳性160例，其中集中隔离点检出4例、居家隔离检出7例、卡口拦截1例、社区筛查33例、单位筛查3例、主动就诊112例，均已落实管控措施。11个市报告新增确诊病例106例。其中无境外输入病例；本土病例106例(杭州市89例，宁波市7例，湖州市2例，嘉兴市1例，绍兴市1例，金华市3例，衢州市1例，舟山市2例)，其中8例为此前的无症状感染者转为确诊（杭州市3例，嘉兴市1例，绍兴市1例，金华市2例，衢州市1例），当日新检出确诊为98例。当日新增治愈出院病例191例，现有确诊病例1092例。11个市报告新增无症状感染者73例。其中境外输入11例(泰国输入2例，意大利输入2例，越南输入2例，日本输入1例，瑞士输入1例，西班牙输入1例，英国输入1例，中国香港输入1例)；本土62例(杭州市12例，宁波市18例，温州市3例，湖州市6例，嘉兴市5例，绍兴市1例，金华市9例，舟山市1例，台州市3例，丽水市4例)。当日解除医学观察的无症状感染者227例，尚在医学观察的无症状感染者3197例。
12月12日，浙江省卫健委通报，12月11日0-24时，11个市报告新增本土阳性171例，其中集中隔离点检出3例、居家隔离检出3例、社区筛查30例、主动就诊135例，均已落实管控措施。11个市报告新增确诊病例106例。其中无境外输入病例；本土病例106例(杭州市93例，宁波市7例，湖州市1例，金华市1例，衢州市2例，舟山市2例)，其中3例为此前的无症状感染者转为确诊（杭州市2例，衢州市1例），当日新检出确诊为103例。当日新增治愈出院病例57例，现有确诊病例1124例。11个市报告新增无症状感染者71例。其中境外输入3例(越南输入1例，韩国输入1例，厄瓜多尔输入1例)；本土68例(杭州市30例，宁波市24例，温州市2例，湖州市1例，嘉兴市4例，金华市2例，舟山市1例，台州市3例，丽水市1例)。当日解除医学观察的无症状感染者88例，尚在医学观察的无症状感染者3177例。
12月13日，浙江省卫健委通报，12月12日0-24时，11个市报告新增本土阳性297例，其中集中隔离点检出3例、居家隔离检出4例、社区筛查30例、主动就诊260例，均已落实管控措施。11个市报告新增确诊病例245例。其中境外输入病例2例（均由此前输入的无症状感染者转为确诊）；本土病例243例（杭州市232例，宁波市6例，湖州市1例，嘉兴市2例，舟山市2例），其中3例为此前的无症状感染者转为确诊（杭州市1例，湖州市1例，嘉兴市1例），当日新检出确诊为240例。当日新增治愈出院病例111例，现有确诊病例1258例。11个市报告新增无症状感染者74例。其中境外输入17例（日本输入10例，中国香港输入3例，埃及输入1例，澳大利亚输入1例，德国输入1例，英国输入1例）；本土57例（杭州市17例，宁波市25例，温州市3例，湖州市2例，嘉兴市3例，金华市5例，舟山市1例，台州市1例）。当日解除医学观察的无症状感染者391例，尚在医学观察的无症状感染者2855例。
12月14日，浙江省卫健委通报，12月13日0-24时，11个市报告新增本土阳性145例，其中集中隔离点检出4例、居家隔离检出5例、社区筛查18例、单位筛查2例、主动就诊116例，均已落实管控措施。11个市报告新增确诊病例90例。其中无境外输入病例；本土病例90例（杭州市71例，宁波市10例，湖州市2例，嘉兴市3例，舟山市4例），其中1例为此前的无症状感染者转为确诊（杭州市），当日新检出确诊为89例。当日新增治愈出院病例59例，现有确诊病例1289例。11个市报告新增无症状感染者76例。其中境外输入20例（日本输入9例，厄瓜多尔输入4例，荷兰输入2例，意大利输入2例，尼日利亚输入1例，英国输入1例，中国香港输入1例）；本土56例（杭州市7例，宁波市11例，温州市28例，湖州市1例，嘉兴市4例，金华市5例）。当日解除医学观察的无症状感染者233例，尚在医学观察的无症状感染者2697例。
12月15日，浙江省卫健委通报，12月14日0-24时，11个市报告新增确诊病例61例。其中无境外输入病例；本土病例61例（杭州市45例，宁波市7例，温州市3例，湖州市2例，嘉兴市4例）。当日新增治愈出院病例44例，现有确诊病例1306例。
12月16日，浙江省卫健委通报，12月15日0-24时，11个市报告新增确诊病例44例。其中境外输入病例1例；本土病例43例（杭州市40例，宁波市1例，温州市1例，湖州市1例）。当日新增治愈出院病例32例，现有确诊病例1318例。
12月17日，浙江省卫健委通报，12月16日0-24时，全省医疗机构报告新增确诊病例52例（不含无症状感染者）。其中无境外输入病例；本土病例52例（杭州市43例，宁波市6例，湖州市1例，嘉兴市2例）。当日新增治愈出院病例54例，现有确诊病例1316例。
12月18日，浙江省卫健委通报，12月17日0-24时，全省医疗机构报告新增确诊病例45例（不含无症状感染者）。其中无境外输入病例；本土病例45例（杭州市34例，宁波市7例，湖州市1例，嘉兴市3例）。当日新增治愈出院病例21例，现有确诊病例1340例。
12月19日，浙江省卫健委通报，12月18日0-24时，全省医疗机构报告新增确诊病例40例（不含无症状感染者）。其中无境外输入病例；本土病例40例（杭州市20例，宁波市5例，温州市7例，嘉兴市8例）。当日新增治愈出院病例72例，现有确诊病例1308例。
12月20日，浙江省卫健委通报，12月19日0-24时，全省医疗机构报告新增确诊病例47例（不含无症状感染者）。其中无境外输入病例；本土病例47例（杭州市31例，宁波市8例，嘉兴市8例）。当日新增治愈出院病例38例，现有确诊病例1317例。
12月21日，杭州市文化广电旅游局党组成员、副局长钱潮力表示杭州市和区县防控部门就储备建设了一批名為「健康之家」的隔离场所。杭州全市已经储备建设了75个点，共16030间隔离用房。住宿费不高于正常经营市场价，餐费以不高于每人每天100元标准来执行。
12月25日，浙江日新增报告阳性人员数已突破100万例。